# Segunda guerra del Alto Karabaj
La segunda guerra del Alto Karabaj fue un conflicto armado entre las fuerzas armadas de Azerbaiyán contra Armenia y la República de Artsaj en la región del Alto Karabaj desarrollado entre el 27 de septiembre y el 10 de noviembre de 2020 tras un acuerdo de alto al fuego. Fue hasta los enfrentamientos de 2023, la última escalada significativa del conflicto del Alto Karabaj.
Los enfrentamientos comenzaron la mañana del 27 de septiembre de 2020 a lo largo de la Línea de contacto del Alto Karabaj con los bombardeos por parte de los azeríes a Artsaj. Ambas partes informaron de bajas militares y civiles. En respuesta a los enfrentamientos, Armenia y la República de Artsaj introdujeron la ley marcial y la movilización total, mientras que Azerbaiyán introdujo la ley marcial y el toque de queda. El 28 de septiembre, se declaró una movilización parcial en Azerbaiyán.
Varios países y la Organización de las Naciones Unidas han condenado enérgicamente el conflicto y han pedido a ambas partes que reduzcan las tensiones y reanuden negociaciones significativas sin demora; mientras que Afganistán, Pakistán y Turquía han expresado su apoyo a Azerbaiyán. Asimismo, Turquía ha proporcionado un amplio apoyo militar a Azerbaiyán.
Expertos analistas internacionales aseguran que los combates probablemente fueron iniciados por Azerbaiyán, y que es probable que los objetivos principales de su ofensiva sean capturar distritos en el sur del Alto Karabaj que son menos montañosos y, por lo tanto, más fáciles de tomar que el interior bien fortificado de la región. Se cree que el apoyo de Turquía a Azerbaiyán es un intento de ampliar su esfera de influencia aumentando la posición de Azerbaiyán en el conflicto y marginando la influencia de Rusia en la región.
Tras la captura de Shusha, el segundo asentamiento más grande de Nagorno-Karabaj, se firmó un alto el fuego entre el presidente de Azerbaiyán, Ilham Alíyev, el primer ministro de Armenia, Nikol Pashinián, y el presidente de Rusia, Vladímir Putin, que puso fin a todos hostilidades en la zona del conflicto de Nagorno-Karabaj desde las 00:00 horas del 10 de noviembre de 2020, hora de Moscú. El presidente de Artsaj, Arayik Harutyunyan, también acordó poner fin a las hostilidades. Según el acuerdo, cada bando en guerra mantendría los territorios que posee actualmente, mientras que Armenia acordó devolver otros territorios ocupados que rodean Nagorno-Karabaj al control de Azerbaiyán durante el próximo mes. 
Según el acuerdo, Armenia mantendrá el control de la mayor parte del antiguo oblast de Nagorno-Karabaj. Azerbaiyán también tendrá acceso a su enclave de Najicheván que limita con Turquía e Irán. Casi 2000 soldados rusos serán desplegados como fuerza de mantenimiento de la paz para proteger el corredor terrestre entre Armenia y la región de Nagorno-Karabaj por un mandato de al menos cinco años. La victoria fue muy celebrada en Azerbaiyán y culminó el 10 de diciembre con la celebración del Desfile de la Victoria.
La posterior ofensiva azerbaiyana de 2023 en Nagorno-Karabaj haría que la totalidad del territorio en disputa quedara bajo el control de Azerbaiyán.

## Antecedentes

Situación de la zona disputada entre 1994 y 2020 tras la primera guerra del Alto Karabaj (1988-1994), que acabó con victoria armenia. En verde oscuro la región del Alto Karabaj, perteneciente legalmente de jure a Azerbaiyán pero ocupada de facto por Armenia. En verde claro territorios azeríes de alrededor también ocupados por Armenia como "colchón de seguridad".

Los enfrentamientos se derivan de la disputa sobre la región del Alto Karabaj en el que habita una minoría armenia dentro de Azerbaiyán, que actualmente está en manos de la autoproclamada República de Artsaj. La primera guerra del Alto Karabaj (1988-1994) que terminó con un alto el fuego en 1994, con Armenia victoriosa al mando de la protección de la región del Alto Karabaj y territorios circundantes. Durante tres décadas se han producido múltiples violaciones del alto el fuego por parte de Azerbaiyán, las más graves fueron los enfrentamientos de Alto Karabaj de 2016 y los enfrentamientos en julio de 2020.
El 23 de julio de 2020, Armenia anunció el inicio de ejercicios conjuntos del sistema de defensa aérea con Rusia y un análisis de los enfrentamientos de julio de 2020. Una semana más tarde, Azerbaiyán llevó a cabo una serie de ejercicios militares que duraron del 29 de julio al 10 de agosto y luego nuevamente a principios de septiembre con la participación de Turquía. A finales de septiembre, Armenia participó en ejercicios militares conjuntos al sur de Rusia, en Armenia, así como en Abjasia y Osetia del Sur. Durante el 75.º período de sesiones de la Asamblea General de las Naciones Unidas, el presidente turco Recep Tayyip Erdogan hizo una declaración en apoyo de la integridad territorial de Azerbaiyán.
Asimismo, antes de la reanudación de las hostilidades, se dio a conocer que miembros del Ejército Nacional Sirio de la División Hamza fueron trasladados a Azerbaiyán. Al mismo tiempo, la reubicación de miles de refugiados armenios libaneses al Karabaj después de la explosión en el puerto de Beirut avivó aún más el conflicto.

## Cronología de los enfrentamientos

### Primeras ofensivas azeries

Mapa de la guerra en inglés que muestra los avances diarios de Azerbaiyán.

El conflicto comenzó con una ofensiva terrestre azerí, que incluyó formaciones blindadas, apoyadas por artillería y drones, incluidas municiones merodeadoras (drones suicidas). Las tropas armenias y de Artsaj fueron obligadas a retirarse de su primera línea de defensa en las regiones sureste y norte del Alto Karabaj, pero infligieron pérdidas significativas a formaciones blindadas azeríes con misiles guiados antitanques y artillería, destruyendo docenas de vehículos. Azerbaiyán hizo un uso intensivo de drones en ataques contra las defensas aéreas armenias, eliminando 13 sistemas de misiles tierra-aire de corto alcance. Las tropas azerbaiyanas lograron avances limitados en el sur en los primeros tres días del conflicto. Durante los siguientes tres días, ambas partes intercambiaron disparos desde posiciones fijas. En el norte, las fuerzas armenias de Armenia y de Artsaj contraatacaron y lograron recuperar algo de terreno. Su mayor contraataque tuvo lugar el cuarto día, pero sufrió grandes pérdidas cuando sus unidades blindadas y de artillería fueron expuestas a drones de ataque azerbaiyanos, municiones merodeadoras y drones de reconocimiento que detectaban artillería azerbaiyana mientras maniobraban al aire libre.
El sexto día, Azerbaiyán y Armenia comenzaron a intercambiar ataques de artillería con misiles y cohetes contra la infraestructura. Entre los objetivos alcanzados se encuentran Jankendi, la capital de Artsaj, que fue bombardeada repetidamente con artillería de cohetes, un puente que une Armenia con Alto Karabaj, que fue destruido en un ataque con misiles, y Ganyá, que fue alcanzado cuatro veces por armenios y artsajíes, misiles balísticos, con el Aeropuerto de Ganyá entre los objetivos. En la mañana del séptimo día, Azerbaiyán lanzó una gran ofensiva. El primer, segundo y tercer Cuerpo de Ejército del Ejército de Azerbaiyán, reforzado por reservistas del Cuarto Cuerpo de Ejército, comenzó un avance en el norte, logrando algunas ganancias territoriales, pero el avance de Azerbaiyán se estancó. La mayor parte de los combates se trasladaron posteriormente al sur, en un terreno relativamente plano y poco poblado en comparación con el norte montañoso. Las fuerzas azerbaiyanas lanzaron ofensivas hacia Yabrayil y Fuzuli, logrando recuperar un tramo de territorio controlado por las tropas armenias como zona de amortiguación, pero la lucha se estancó posteriormente. A lo largo de la campaña, Azerbaiyán ha dependido en gran medida de los drones para atacar a las fuerzas armenias y de Artsaj, y lograr infligir grandes pérdidas. Habiendo apuntado con éxito a tanques, artillería y sistemas de defensa aérea, los drones azeríes ahora apuntan a unidades de soldados. Sin embargo, se han derribado algunos drones azerbaiyanos.
El 9 de octubre, ambas partes acordaron un alto el fuego humanitario temporal. Después del cese al fuego declarada, el presidente de Artsaj admitió que Azerbaiyán había logrado cierto éxito, trasladando el frente a las profundidades del territorio de Artsaj; el primer ministro armenio anunció que las fuerzas armenias habían realizado una "retirada parcial".

### Alto al fuego del 10 de octubre

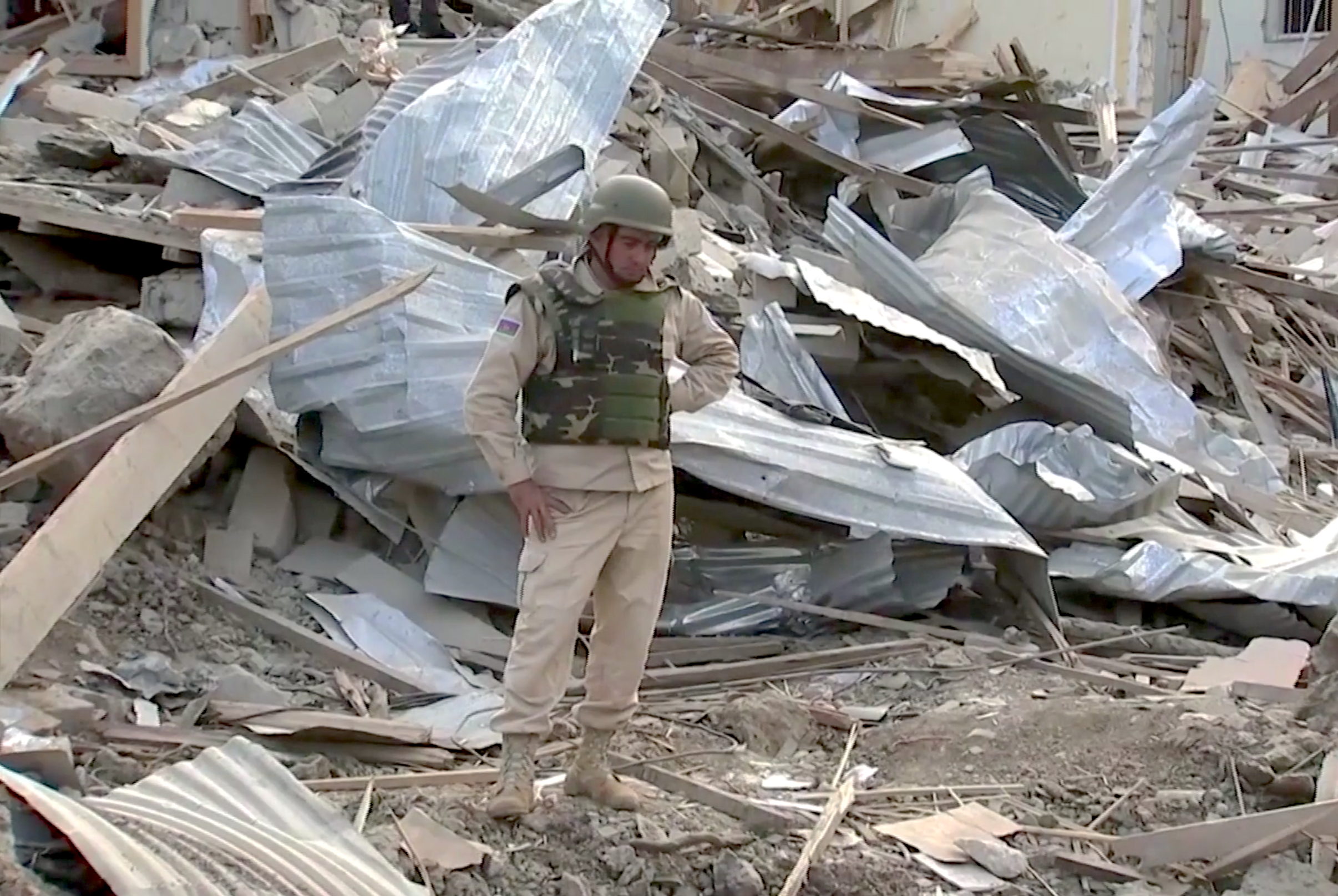
Un soldado del Ejército de Azerbaiyán entre los escombros de Ganyá, tras su bombardeo el 11 de octubre de 2020 mientras estaba vigente la tregua.

Justo antes de las 04:00 (00:00 GMT) del 10 de octubre, el ministro de Relaciones Exteriores ruso Serguéi Lavrov, informó que tanto Armenia como Azerbaiyán habían acordado un alto el fuego humanitario después de 10 horas de conversaciones en Moscú y anunció que ahora ambos entrarán en conversaciones «sustanciales». Las hostilidades se detuvieron formalmente a las 12:00 (08:00 GMT), para permitir un intercambio de prisioneros y la recuperación de los muertos, facilitado por el Comité Internacional de la Cruz Roja. Armenia y Azerbaiyán se acusaron mutuamente de bombardear asentamientos civiles antes del alto el fuego, y ambas partes negaron las acusaciones de la otra. Cada lado también ha acusado al otro de romper el alto el fuego, y las sirenas aéreas se activaron en Jankendi.
El Ministerio de Defensa de Azerbaiyán siguió publicando imágenes que aparentemente mostraban la destrucción de material armenio. Tanto Artsaj como Azerbaiyán se acusaron mutuamente de atacar la ciudad de Hadrut. Aproximadamente a las 23:00, el Ministerio de Defensa de Azerbaiyán declaró que las fuerzas armenias estaban bombardeando Tǝrtǝr, mientras que el Ministerio de Defensa de Armenia confirmó que las fuerzas de Azerbaiyán bombardearon Jankendi. De la noche a la mañana, según Artsaj, la situación fue «relativamente tranquila», con violaciones menores del alto al fuego.
Aproximadamente a las 02:30, el Ministerio de Defensa de Azerbaiyán declaró que las fuerzas armenias habían apuntado a Ganyá con un misil OTR-21 Tochka, disparando desde Berd en Armenia, y causando múltiples bajas civiles; esto fue negado tanto por Armenia como por Artsaj. Posteriormente, Azerbaiyán afirmó que las fuerzas armenias habían disparado misiles contra la central hidroeléctrica de Mingachevir. Aproximadamente a las 18:00, el Ministerio de Defensa de Azerbaiyán declaró que las fuerzas armenias estaban bombardeando aldeas en los raiones de Agdam, Tartar, Aghyabadi y Fuzuli.

### Reanudación de la guerra
Tras el alto el fuego declarado, el presidente de Artsaj admitió que Azerbaiyán había logrado cierto éxito, introduciendo el frente profundamente en el territorio de Artsaj; el primer ministro armenio anunció que las fuerzas armenias habían realizado una "retirada parcial".
El alto el fuego se rompió rápidamente y el avance de Azerbaiyán continuó. A los pocos días, Azerbaiyán anunció la captura de decenas de pueblos en el frente sur. También se ignoró un segundo intento de alto el fuego a la medianoche del 17 de octubre de 2020. Azerbaiyán anunció la captura de Yabrayil el 9 de octubre de 2020 y Fuzuli el 17 de octubre de 2020. Las tropas azerbaiyanas también capturaron el embalse de Khoda Afarin y los puentes de Khodaafarin. Azerbaiyán anunció que el área fronteriza con Irán estaba completamente asegurada con la captura de Agbend el 22 de octubre de 2020. Las fuerzas azerbaiyanas luego giraron hacia el noroeste, avanzando hacia el corredor de Lachín, la única carretera entre Armenia y Nagorno-Karabaj, poniéndola al alcance de la artillería. Según Artsaj, un contraataque repelió a los elementos avanzados de la fuerza azerbaiyana y los empujó hacia atrás. La resistencia armenia/Artsaj había logrado detener el avance azerbaiyano a 25 kilómetros del corredor de Lachin el 26 de octubre de 2020. Las tropas de Artsaj que se habían retirado a las montañas y los bosques comenzaron a lanzar ataques de unidades pequeñas contra la infantería y los blindados azerbaiyanos expuestos, y las fuerzas armenias. lanzó una contraofensiva cerca de la frontera suroeste entre Armenia y Azerbaiyán.
El 26 de octubre de 2020, entró en vigor un alto el fuego negociado por Estados Unidos, pero la lucha se reanudó en cuestión de minutos. Tres días después, las autoridades de Artsaj declararon que las fuerzas azerbaiyanas estaban a 5 km (3,1 millas) de Shusha. El 8 de noviembre de 2020, las fuerzas azerbaiyanas tomaron Shusha, la segunda ciudad más grande de Artsaj antes de la guerra, ubicada a 15 kilómetros de Jankendi, la capital de la república.
Aunque la cantidad de territorio en disputa fue relativamente restringida, el conflicto afectó a la región en general, en parte debido al tipo de municiones desplegadas. Proyectiles y cohetes cayeron en la provincia de Azerbaiyán Oriental, Irán, aunque no se informó de daños, e Irán informó que varios vehículos aéreos no tripulados (UAV) habían sido derribados o se habían estrellado dentro de su territorio. Georgia declaró que dos vehículos aéreos no tripulados se habían estrellado en su provincia de Kajetia.

## Alto el fuego definitivo

Situación anterior al cese definitivo de las hostilidades a partir del 9 de noviembre de 2020.

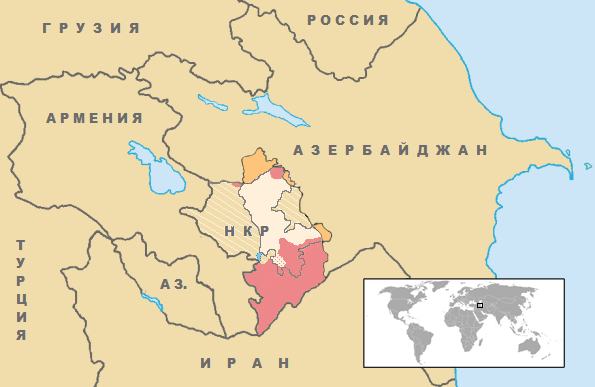
Primera línea en el momento de la firma del armisticio, el 9 de noviembre, con las ganancias territoriales de Azerbaiyán durante la guerra en rojo y el área de la que Armenia según el acuerdo debe retirarse en las semanas siguientes representado por el área rayado.

El 9 de noviembre de 2020, tras la captura de Shusha, el presidente de Azerbaiyán, Ilham Aliyev, el primer ministro de Armenia, Nikol Pashinyan, y el presidente de Rusia, Vladímir Putin, firmaron un acuerdo de alto el fuego, poniendo fin a todas las hostilidades en la zona del conflicto de Nagorno-Karabaj desde el 10 de noviembre de 2020, 00:00 hora de Moscú. El presidente de Artsaj, Arayik Harutyunyan, también acordó poner fin a las hostilidades.
Según los términos del trato, ambas partes beligerantes debían intercambiar prisioneros de guerra y los cuerpos de los caídos. Además, las fuerzas armenias debían retirarse de los territorios ocupados por los armenios que rodean Nagorno-Karabaj antes del 1 de diciembre de 2020, mientras que una fuerza de mantenimiento de la paz, proporcionada por la Fuerza terrestre de Rusia y dirigida por el teniente general Rustam Muradov, de poco menos de 2000 soldados sería desplegado durante un mínimo de cinco años a lo largo de la línea de contacto y el corredor de Lachin que une Armenia y la región de Nagorno-Karabaj. Además, Armenia se comprometió a "garantizar la seguridad" de las comunicaciones de transporte entre el enclave de Nakhchivan de Azerbaiyán y el Azerbaiyán continental en ambas direcciones, mientras que las tropas fronterizas rusas (bajo el Servicio Federal de Seguridad) debían "ejercer control sobre la comunicación del transporte".
El 15 de diciembre de 2020, después de varias semanas de alto el fuego, las partes finalmente intercambiaron prisioneros de guerra. Se intercambiaron 44 prisioneros armenios y 12 azeríes. No está claro si quedan más prisioneros en cautiverio en ambos lados.[cita requerida]

## Acciones de Armenia y Azerbaiyán

### Armenia

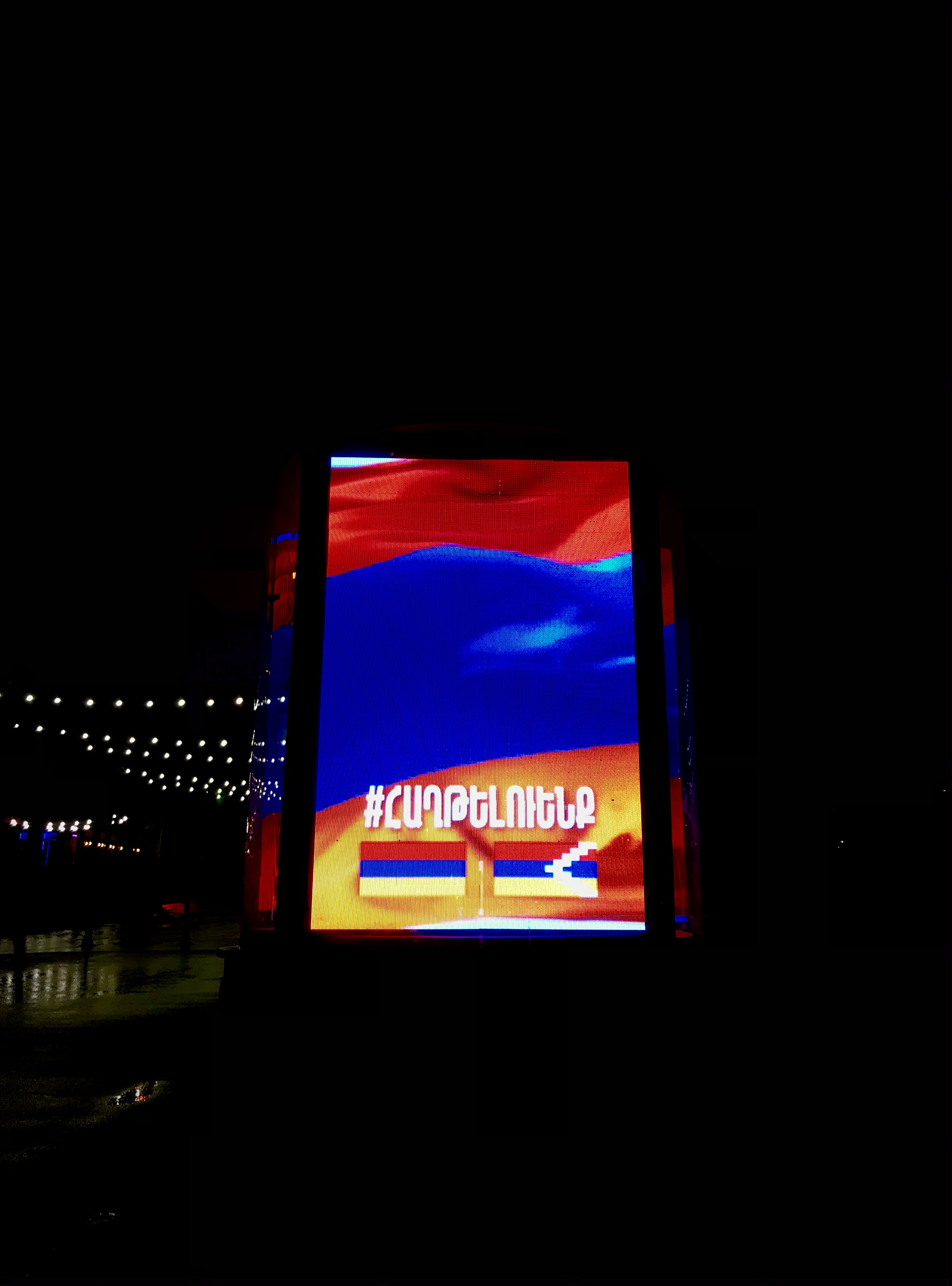
El eslogan con el hashtag «#Հաղթելուենք» ("Ganaremos") en el centro de Ereván en apoyo a la República de Artsaj. 2 de octubre de 2020.

El 28 de septiembre, Armenia restringió la salida del país a todos los hombres mayores de 18 años que figuran en la reserva de movilización. El día siguiente, Armenia pospuso el juicio del expresidente Robert Kocharyan y otros exfuncionarios acusados en el caso de disturbios postelectorales de 2008. La razón aducida fue que uno de los acusados, el exministro de Defensa de Armenia, Seyran Ohanyan, había ido a Artsaj durante el ataque azerbaiyano.
El 1 de octubre, TikTok era inaccesible en Armenia. Ese mismo día el Servicio de Seguridad Nacional de Armenia declaró que había arrestado y acusado de traición a un exfuncionario militar armenio de alto rango bajo sospecha de espionaje para agencias de inteligencia azerbaiyanas.

### Azerbaiyán

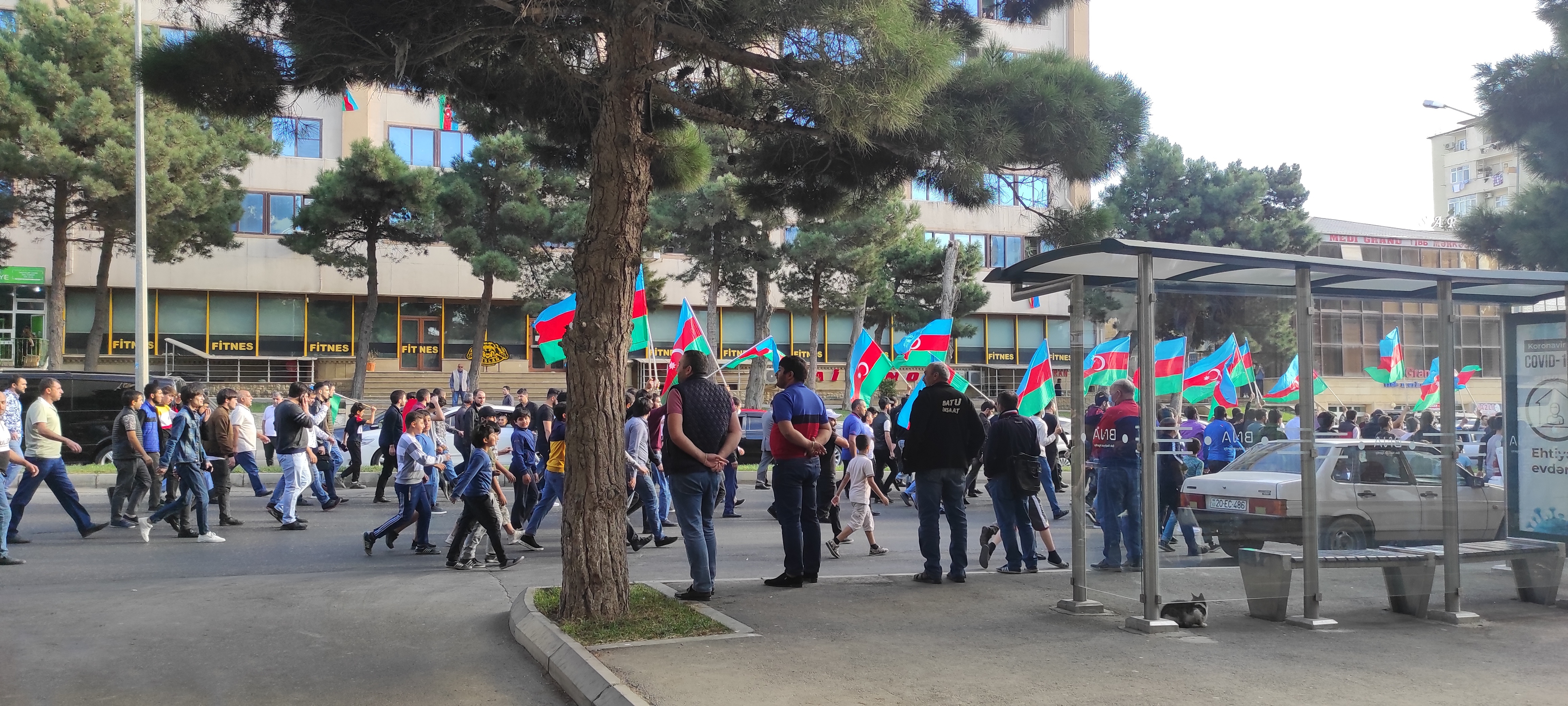
Azerbaiyanos marchando en Bakú con la bandera de Azerbaiyán en sus manos, en apoyo a las Fuerzas Armadas de Azerbaiyán. 1 de octubre de 2020.

El 27 de septiembre, las autoridades azerbaiyanas restringieron el acceso a Internet en todo el país poco después de que comenzaran los enfrentamientos, anunció el Ministerio de Transporte, Conexiones y Tecnologías de Alta Tecnología de Azerbaiyán. Según una declaración del ministerio, se tomó esa medida «para evitar provocaciones a gran escala por parte de Armenia». El Comité Estatal de Trabajo con la Diáspora de la República de Azerbaiyán también hizo un llamamiento a los azerbaiyanos que viven en el extranjero para que no utilicen información no oficial, no especificada y 'sesgada' en las redes sociales, los medios electrónicos y otros medios. En relación con la situación militar, la Asamblea Nacional de la República de Azerbaiyán declaró el toque de queda en Bakú, Ganyá, Goygol, Yevlax y varios distritos a partir de las 00:00 horas del 28 de septiembre. Asimismo, el servicio de prensa de Azerbaijan Airlines anunció que todos los aeropuertos de la República de Azerbaiyán permanecerán cerrados para vuelos regulares de pasajeros hasta el 30 de septiembre.
El 28 de septiembre, el presidente de Azerbaiyán Ilham Aliyev emitió un decreto sobre la movilización parcial en la República de Azerbaiyán.

## Víctimas y equipamiento perdido

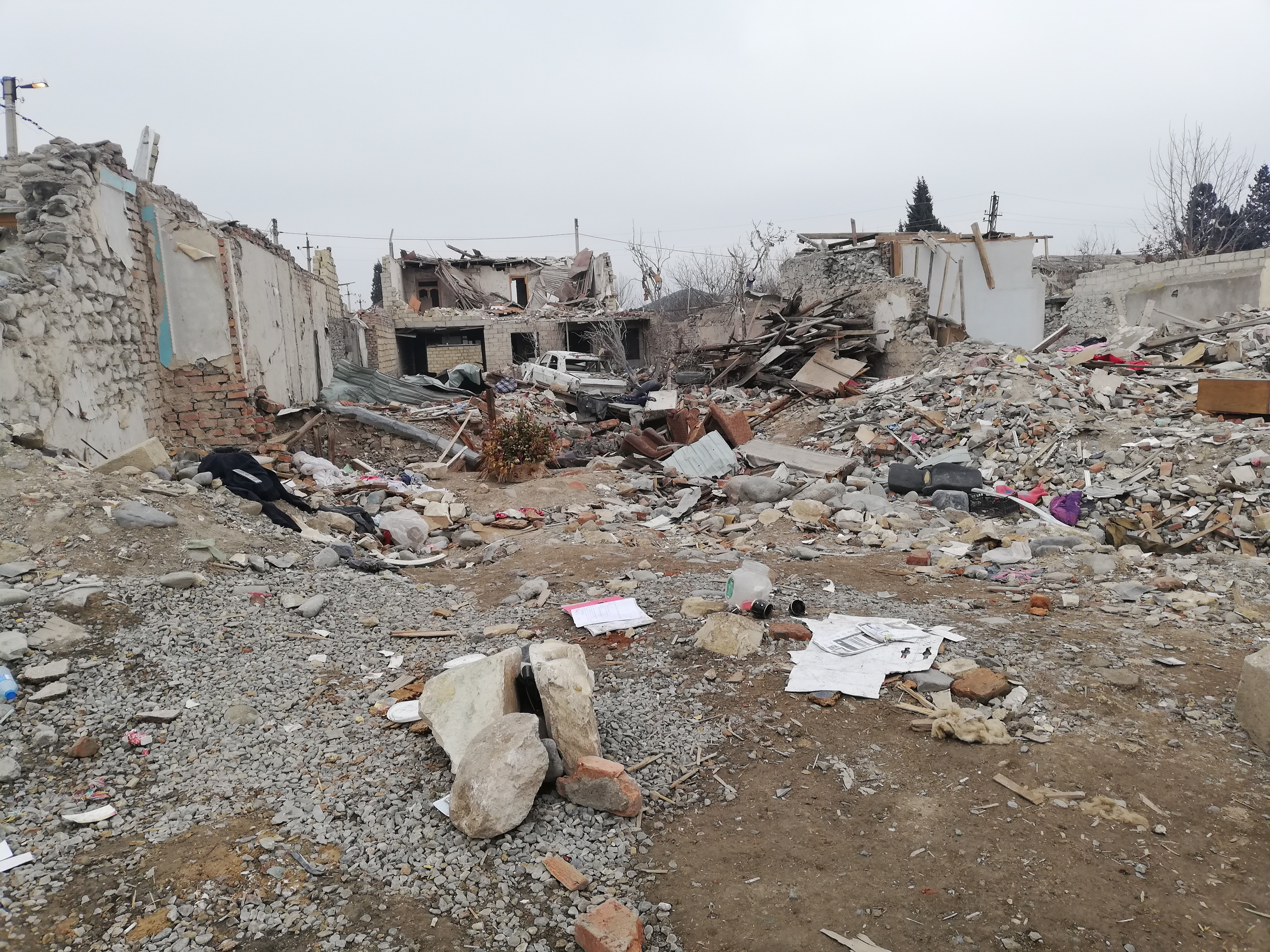
Destrucción en Ganyá después de los ataques con misiles armenios sobre la ciudad.

Las bajas civiles y militares han sido elevadas y pueden estar subestimadas ya que las denuncias de víctimas no se han verificado de forma independiente. Las zonas civiles, incluidas las principales ciudades, se han visto afectadas, Jankendi la capital de la República de Artsaj, ha sufrido daños en los edificios y muchas viviendas han sido destruidas.

### Bajas civiles
Fuentes armenias confirmaron que el 27 de septiembre, dos civiles resultaron muertos por los bombardeos azeríes en la provincia de Martuni, con aproximadamente más de una docena de heridos en Jankendi. El 5 de octubre, las autoridades armenias informaron de la muerte de 21 civiles armenios.
Según fuentes azerbaiyanas, el ejército armenio ha atacado áreas densas que contenían estructuras. Al 5 de octubre, la Fiscalía General de la República de Azerbaiyán declaró que durante los enfrentamientos, como resultado de los informes de bombardeos de artillería armenia, 25 personas habían resultado muertas y 127 habían sido hospitalizadas. Entre las víctimas civiles se incluyen cinco residentes de la aldea de Gashalti Garagoyunlu en Naftalan; uno de Evoghlu; varios en Tartar; dos en el asentamiento de Shikharkh en el raión de Tartar; uno en Garadaghlyi en el raión de Agdam, uno de Horadiz, dos de Agdam; dos de Beylagan; uno en Ganyá; uno en Aghyabadi; y otro en Bardá.
El 1 de octubre, dos periodistas franceses del periódico Le Monde que cubrían los enfrentamientos en Joyavend resultaron heridos por los proyectiles azerbaiyanos.

### Bajas militares
Desde el comienzo de los enfrentamientos, el gobierno de Azerbaiyán no ha revelado el número de bajas militares.
Las autoridades de Armenia y Artsaj afirmaron que habían muerto 3000 soldados azerbaiyanos; han proporcionado los nombres y rangos de 1,019 militares azerbaiyanos muertos. Al 5 de octubre, las autoridades de Artsaj informaron de la muerte de 219 de sus militares, con más de 120 heridos, mientras que un piloto militar armenio de un Su-25 derribado por un F-16 turco, también murió. En el transcurso del 2 de octubre, el Ejército de Defensa de Artsaj confirmó 830 bajas de personal azerbaiyano.

### Equipo perdido

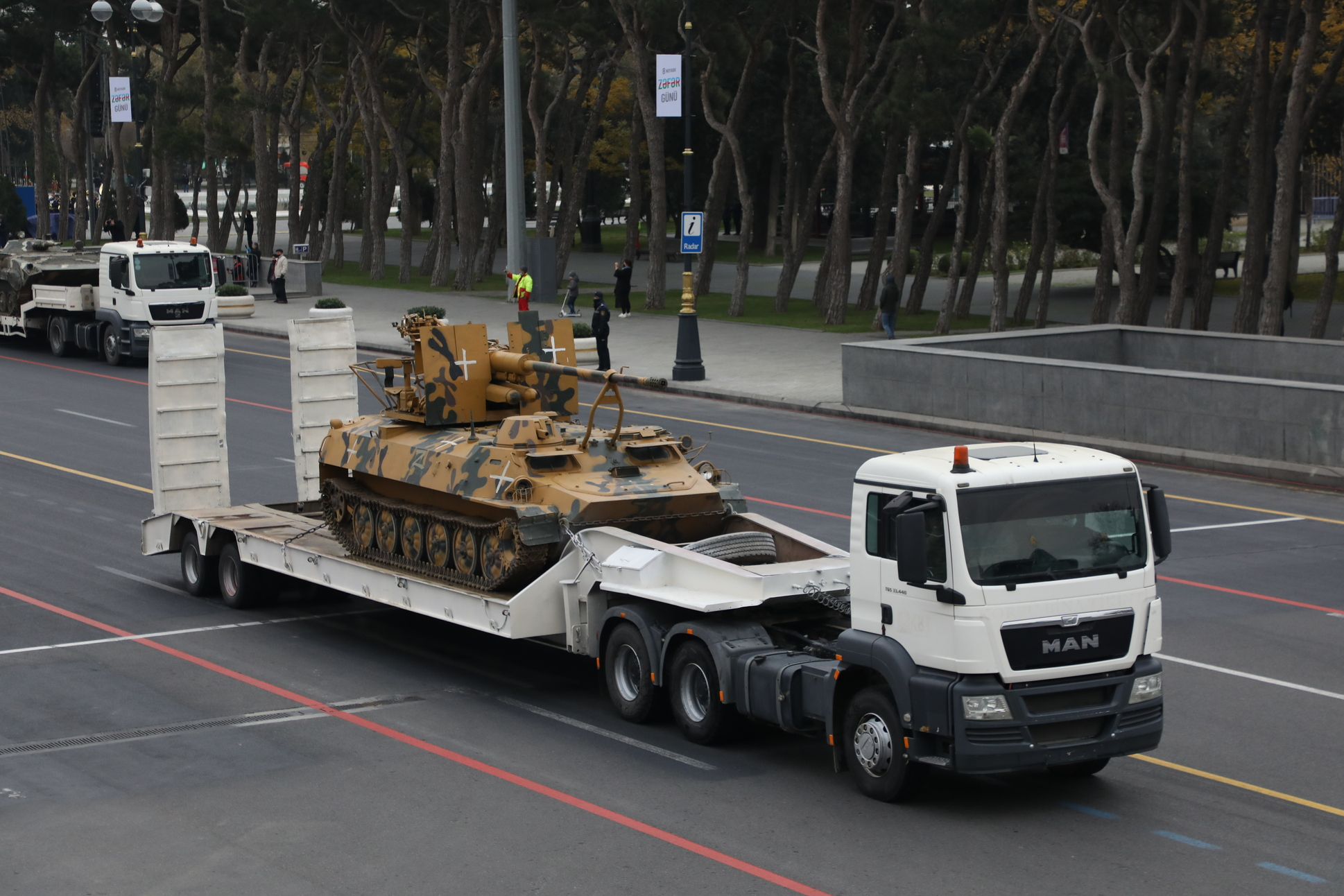
Un vehículo militar armenio del Nagorno capturado y exhibido como trofeo de guerra en el Desfile de la Victoria celebrado el 10 de diciembre de 2020 en Bakú.

Azerbaiyán afirma haber destruido unos 200 tanques y otros vehículos blindados; otros 110 vehículos militares; seis puestos de mando y mando-observación; 228 piezas de artillería; múltiples sistemas de lanzamiento de cohetes, incluido un BM-27 Uragan; 300 unidades antiaéreas armenias, incluidos un S-300 y 15 9K33 Osa; 18 UAV y cinco depósitos de municiones. El 2 de octubre, el Centro de Análisis y Comunicación de las Reformas Económicas de Azerbaiyán estimó las pérdidas de Armenia en 1.200 millones de dólares estadounidenses. A su vez, se afirmó que un helicóptero azerbaiyano había resultado dañado, pero al parecer su tripulación lo había devuelto al territorio controlado por Azerbaiyán sin bajas. Las autoridades armenias y de Artsaj afirmaron inicialmente el derribo de cuatro helicópteros azerbaiyanos y la destrucción de diez tanques y VCI, así como 15 drones. Posteriormente, las cifras se revisaron a 36 tanques y vehículos blindados de personal destruidos, dos vehículos blindados de ingeniería de combate destruidos y cuatro helicópteros y 27 vehículos aéreos no tripulados derribados durante el primer día de hostilidades. Publicaron imágenes que muestran la destrucción o daños de cinco tanques azerbaiyanos. Durante el 2 de octubre, el Ejército de Defensa de Artsaj reclamó la destrucción de 39 vehículos militares azerbaiyanos, incluido un tanque T-90; cuatro aviones de ataque Su-25; tres helicópteros de ataque Mi-24; y 17 drones. El 4 de octubre, el Ministerio de Defensa de Armenia confirmó tres aviones azerbaiyanos destruidos y dos tanques.

## Consecuencias

### Armenia

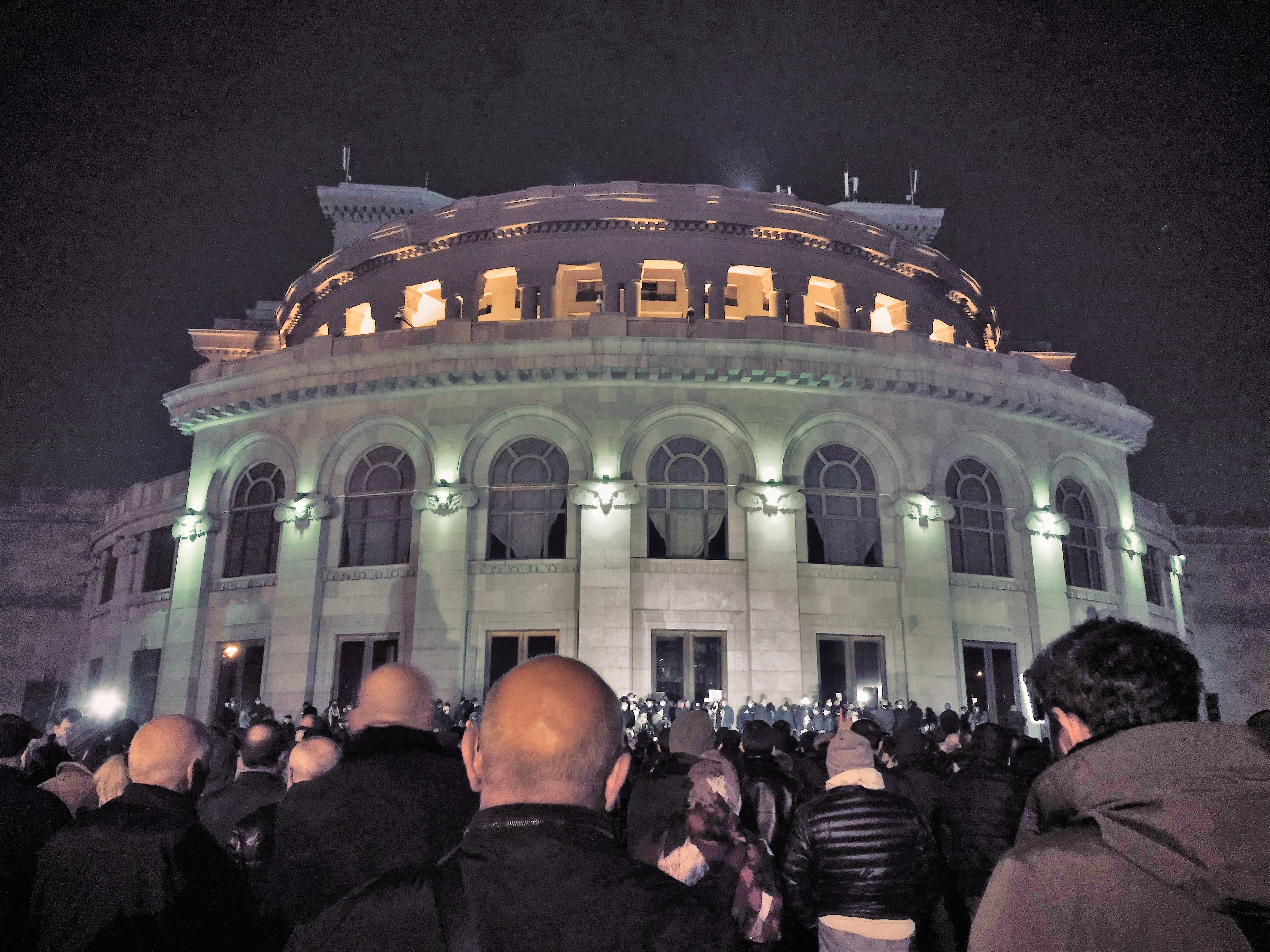
Protestas en Ereván contra los términos del acuerdo de alto el fuego del 18 de noviembre de 2020.

Poco después de que se conociera la noticia de la firma del acuerdo de alto el fuego, en las primeras horas del 10 de noviembre estallaron violentas protestas en Armenia contra Nikol Pashinián, acusándolo de "traidor" por haber aceptado el acuerdo de paz. Los manifestantes también tomaron el edificio del parlamento rompiendo una puerta de metal, sacaron al Presidente de la Asamblea Nacional de Armenia, Ararat Mirzoyan, de un automóvil y lo golpearon. A lo largo de noviembre, numerosos funcionarios armenios dimitieron de sus cargos, incluido el ministro armenio de Asuntos Exteriores, Zohrab Mnatsakanyan, el ministro de Defensa, David Tonoián, el jefe del servicio de control militar del mismo ministerio, Movses Hakobyan, y el portavoz del Ministerio de Defensa de Armenia, Artsrun Hovhannisián.
Tras la firma del acuerdo de alto el fuego, el presidente Armén Sarkissian mantuvo una reunión con Karekin II, donde ambos hicieron un llamamiento para declarar el 22 de noviembre como el Día del Recuerdo de los Héroes que cayeron por la Defensa de la Patria en la Guerra de Liberación de Artsaj. El 16 de noviembre, declaró que las elecciones parlamentarias anticipadas y la dimisión de Pashinyan eran inevitables, y propuso que un proceso fuera supervisado y gestionado por un "Gobierno de Acuerdo Nacional" interino.
El 10 de diciembre, los medios de comunicación armenios informaron que un ciudadano azerbaiyano fue detenido por la noche cerca de Berdavan, en la provincia de Tavush. Se informó que entre las 4:00 y las 5:00 de la mañana se observó a un civil azerbaiyano en Berdavan. El jefe ejecutivo de Berdavan, Smbat Mugdesyan, dijo que el Servicio Nacional de Seguridad se lo había llevado y que no conocía otros detalles. Según los medios armenios, se abrió una causa penal contra el ciudadano detenido bajo sospecha de haber cruzado ilegalmente la frontera estatal con Armenia. No se ha revelado el nombre del azerbaiyano detenido. Según el Servicio Azerbaiyano de la BBC, los Ministerios de Azerbaiyán de Asuntos Internos, Asuntos Exteriores y Defensa dijeron que no tenían información sobre el incidente.
El 12 de diciembre, camiones azerbaiyanos, acompañados por el Comité Internacional de la Cruz Roja y fuerzas de paz rusas, entraron en David Bek, en la provincia armenia de Syunik, para recoger los cadáveres de los soldados caídos. Los funcionarios armenios refutaron los informes de los medios sobre vehículos azerbaiyanos entrando en Goris.
El 16 de diciembre, los familiares de los soldados armenios desaparecidos se reunieron frente al edificio del Ministerio de Defensa de Armenia para exigir información sobre sus seres queridos. No se les permitió entrar al edificio y los representantes militares armenios no dieron respuesta. Se produjo una refriega durante la cual los familiares de los soldados armenios desaparecidos irrumpieron en el edificio.

### Azerbaiyán

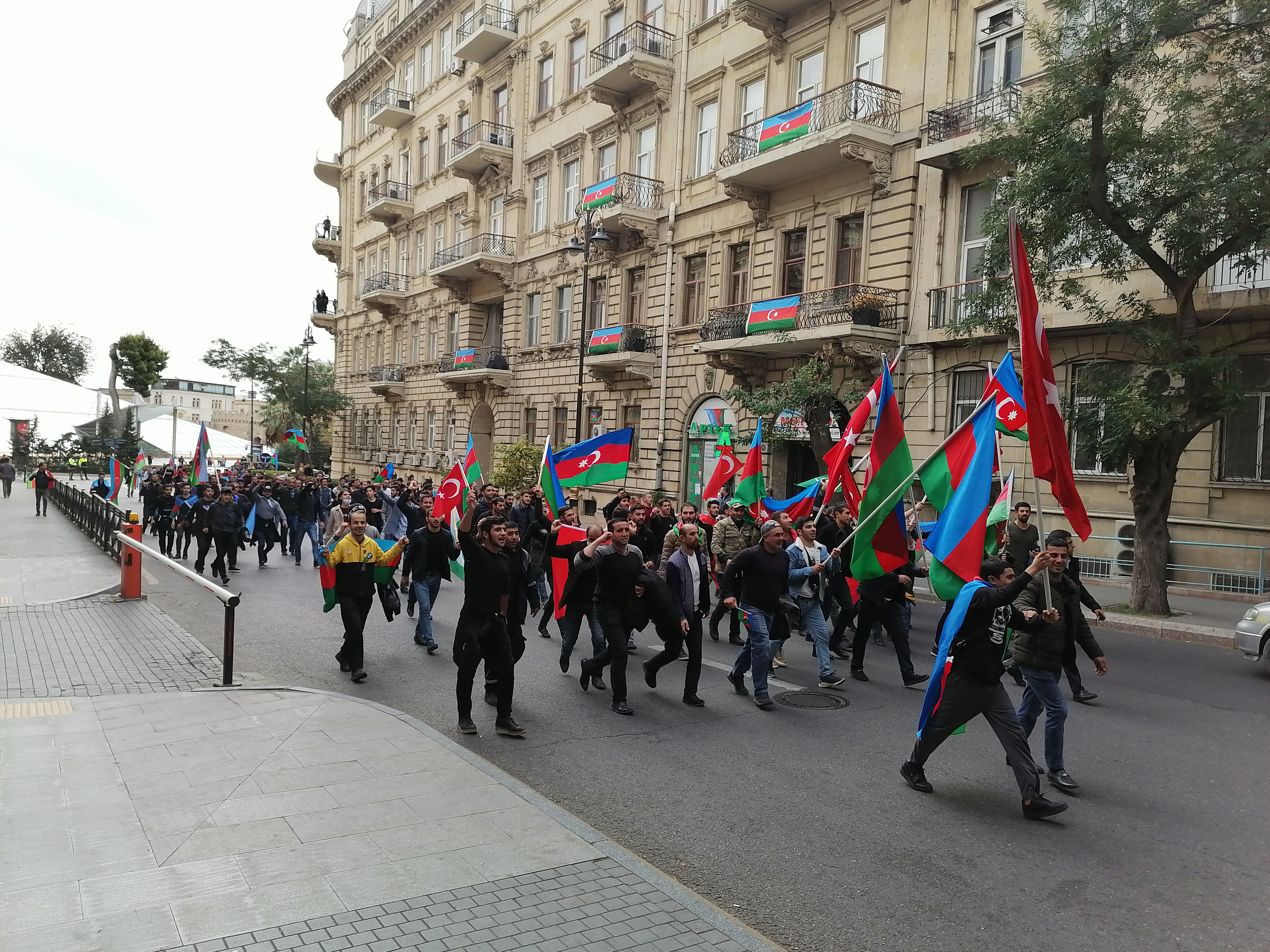
Celebraciones en Bakú, tras el tratado de paz.

El acuerdo de paz y el fin de la guerra fueron vistos como una victoria y ampliamente celebrados en Azerbaiyán. El 10 de noviembre de 2020, multitudes ondearon banderas en Bakú después de que se anunciara el acuerdo de paz. Ese día, el presidente de Azerbaiyán, Ilham Aliyev, pronunció un discurso en el que burlonamente dijo: Nə oldu Paşinyan? ("¿Qué pasó Pashinyan?"), que se convirtió en un meme de Internet en Azerbaiyán y Turquía. El 11 de noviembre, en una reunión con militares azerbaiyanos heridos que participaron en la guerra, Aliyev dijo que se establecerían nuevas órdenes y medallas en Azerbaiyán y que dio instrucciones apropiadas para premiar a civiles y militares que demostraran "heroísmo en el campo de batalla y en la retaguardia y se distinguieron en esta guerra". También propuso los nombres de estas órdenes y medallas. Aproximadamente una semana después, en una sesión plenaria de la Asamblea Nacional de Azerbaiyán, se presentó para discusión un proyecto de ley sobre enmiendas a la ley "Sobre el establecimiento de órdenes y medallas de la República de Azerbaiyán". El mismo día en primera lectura se establecieron diecisiete nuevas órdenes y medallas de conformidad con el proyecto de ley "Sobre el establecimiento de órdenes y medallas de la República de Azerbaiyán". A mediados de noviembre, Aliyev y la Primer vicepresidente de Azerbaiyán, Mehriban Aliyeva, visitaron los distritos de Fuzuli y Jabrayil, ambos pueblos fantasmas en ruinas después de que las fuerzas armenias los ocuparan en 1993. Aliyev ordenó a la Agencia Estatal de Carreteras de Automóviles de Azerbaiyán para construir una nueva autopista, a partir de Aljanli, que conectará Fuzuli con Shusha. En Jabrayil, Aliyev afirmó que se elaborará un "nuevo plan maestro" para reconstruir la ciudad.

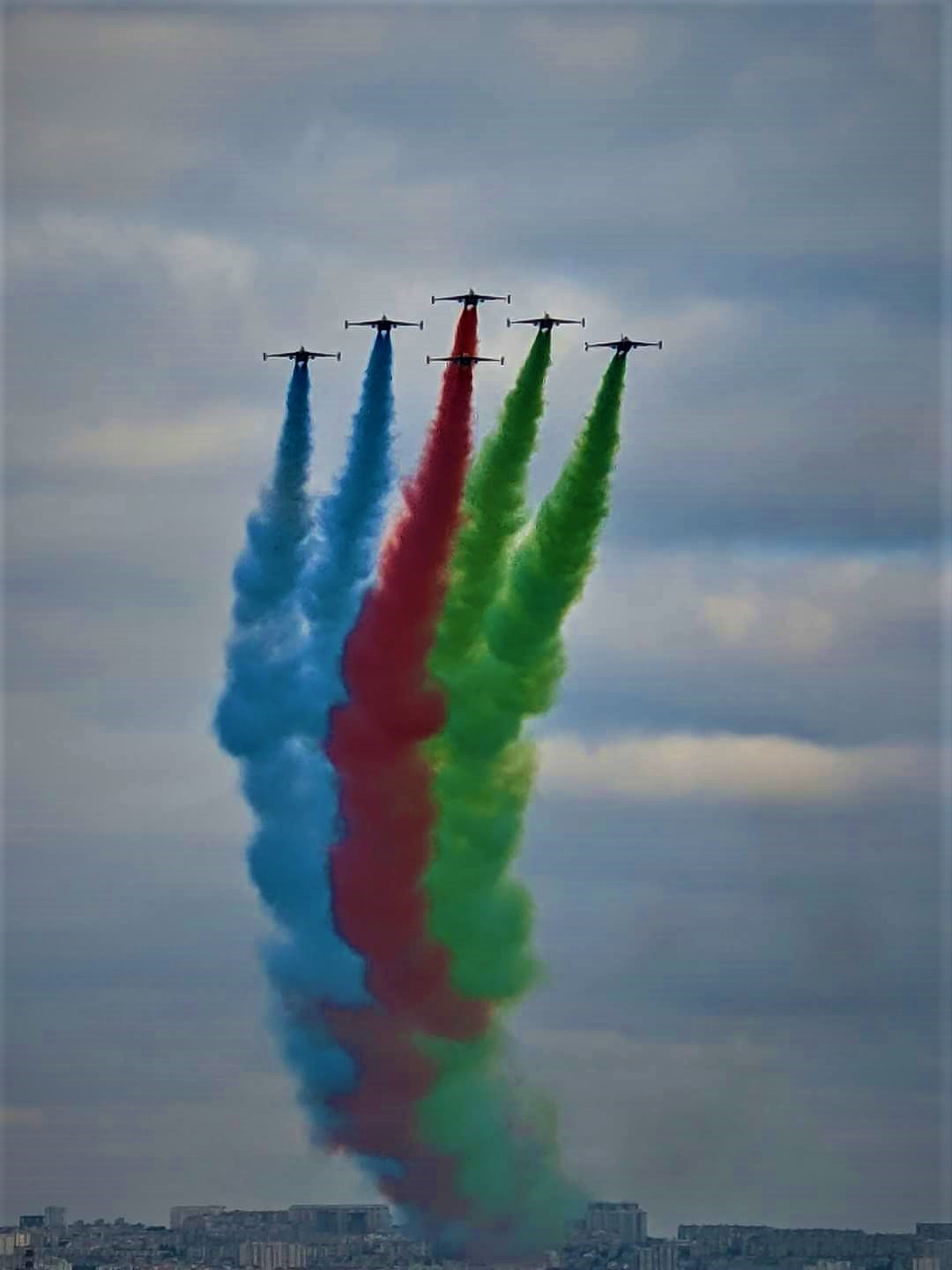
Aviones de combate azerbaiyanos Sukhoi Su-25 durante el desfile de la victoria en Bakú el 10 de diciembre.

El 27 de septiembre y el 10 de noviembre fueron declarados Día de los Caídos y Día de la Victoria, respectivamente, aunque la fecha de este último se cambió al 8 de noviembre porque coincidía con el Día de los Caídos de Mustafa Kemal Atatürk en Turquía. También se anunció que la nueva estación del Metro de Bakú recibirá su nombre el 8 de noviembre por sugerencia de Aliyev. El mismo día, el presidente Aliyev firmó un decreto sobre el establecimiento de la Fundación YASHAT para apoyar a las familias de los heridos y muertos durante la guerra, y el control general sobre la gestión de la fundación fue transferido al Servicio ASAN. El 2 de diciembre, la Asociación de Bancos de Azerbaiyán anunció que las deudas bancarias de los militares y civiles muertos durante la guerra en Azerbaiyán se cancelarían por completo. El 4 de diciembre, a las 12:00 (GMT+4) hora local, se guardó un minuto de silencio en Azerbaiyán para conmemorar a los soldados caídos en la guerra. Se arriaron banderas en todo el país y se detuvo el tráfico, mientras los barcos atracaban en la bahía de Bakú y los automóviles tocaban las bocinas. Se celebró una oración de unidad en la Mezquita Heydar en Bakú en memoria de los muertos en la guerra, y Shayj al-islam Allahshukur Pashazadeh, presidente del Consejo religioso del Cáucaso, afirmó que "sunitas y chiitas rezaron juntos por las almas de nuestros mártires". También se llevaron a cabo ceremonias de conmemoración en mezquitas de Sumgait, Guba, Ganyá, Shamaji, Lankaran, Shaki, en iglesias de Bakú y Ganyá, y en la sinagoga de los judíos asquenazíes de Bakú. El 9 de diciembre, el presidente Aliyev otorgó a 83 militares el título de Héroe de la Guerra Patria, a 204 militares la Orden Karabaj, y 33 militares la Orden Zafar.
El 10 de diciembre se celebró un desfile de la victoria en Bakú en honor de la victoria de Azerbaiyán en la plaza Azadlig, con 3.000 militares que se distinguieron durante la guerra marcharon junto con equipo militar, vehículos aéreos no tripulados y aviones, así como trofeos de guerra de Armenia, y soldados y oficiales turcos. El presidente turco Erdoğan asistió al desfile militar como parte de una visita de estado a Bakú. En abril de 2021, Azerbaiyán inauguró un Parque de Trofeos Militares con equipo militar capturado en el conflicto.
Según la revista revisada por pares Caucasus Survey:

"...por primera vez en la era postsoviética, los dirigentes azerbaiyanos han logrado un alto grado de solidaridad social. Todos los partidos y organizaciones de oposición, incluidos el Frente Popular, Müsavat, ReAl y el Consejo Nacional, expresaron su pleno apoyo a la guerra. Los ciudadanos adquirieron una experiencia emocional compartida de "hacer historia". (...) El gobierno recibió el sello de aprobación de sus críticos más acérrimos. El gobierno autoritario y la sociedad civil a la que persiguió durante mucho tiempo estaban unidos en nombre de la patria. La definición de patria, en consecuencia, se ha reducido a una victoria militar para el suelo, no a los valores o los derechos o la vida de su gente.. Al apoyar una guerra que libró el gobierno, tanto la oposición como la sociedad civil contribuyeron a la creación de una nueva fuente y reserva de legitimidad para el autoritarismo. Además, si bien la oposición y la sociedad civil criticaron al régimen de Rusia por su autoritarismo y nacionalismo imperialista, la mayoría de ellos no expresaron recelos sobre la política no menos autoritaria e imperialista de Turquía y abrazaron con entusiasmo el panturquismo de ultraderecha."

### Transferencia de territorios y huida de la población armenia

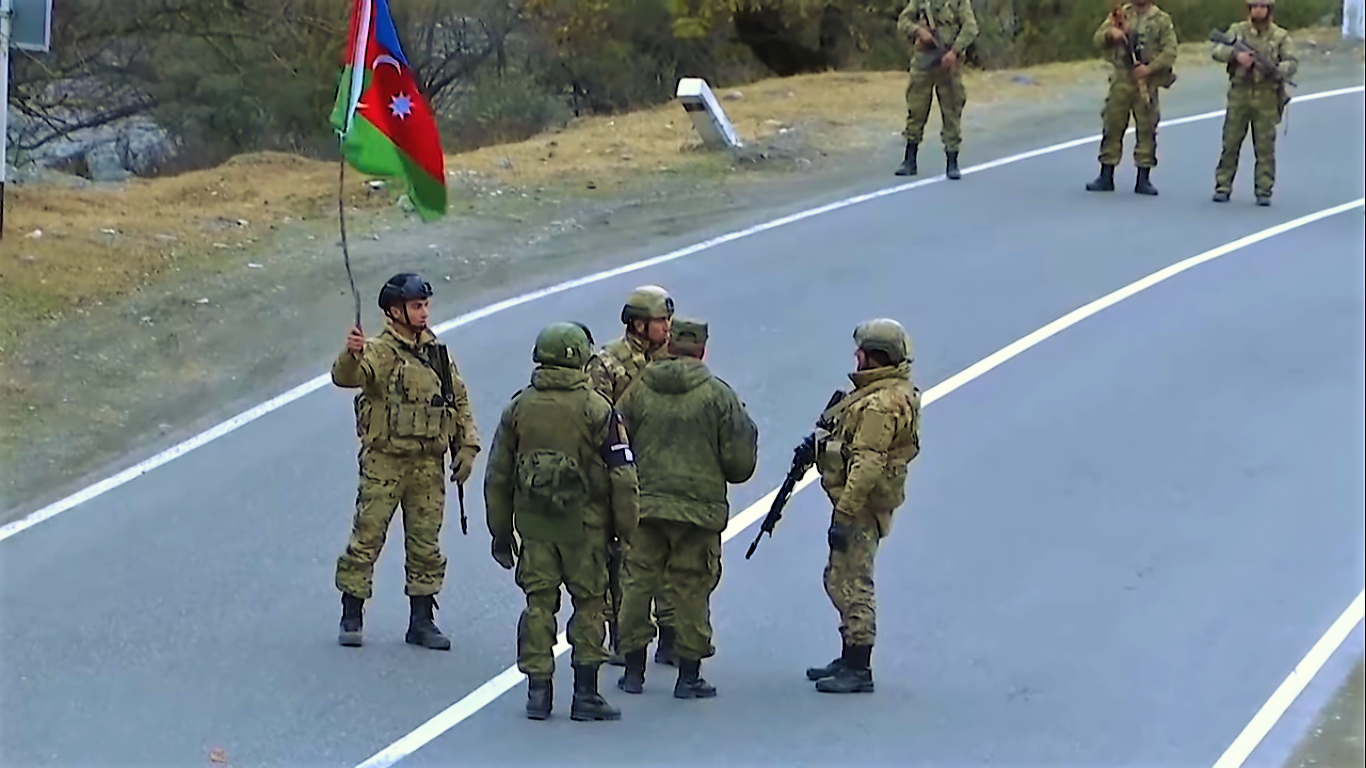
Fuerzas de paz rusas y personal militar azerbaiyano cerca de Dadivank del distrito de Kalbajar.

La población armenia de los territorios cedidos a Azerbaiyán se vio obligada a huir a Armenia, destruyendo en ocasiones sus casas y ganado para mantenerlos fuera del alcance de Azerbaiyán.

### El boicot de Canadá a las exportaciones de armas a Turquía
En 2020, Canadá suspendió las exportaciones de armas a Turquía debido a acusaciones de uso de tecnología canadiense en el conflicto, en violación de las garantías de uso final que Turquía había dado a Canadá. Turquía criticó la decisión canadiense. En 2021, Canadá prohibió las exportaciones de armas a Turquía después de que una investigación verificara las acusaciones. Turquía protestó diciendo que el embargo dañará las relaciones bilaterales y la solidaridad de la alianza de la OTAN.

## Análisis

### Sentimiento nacionalista

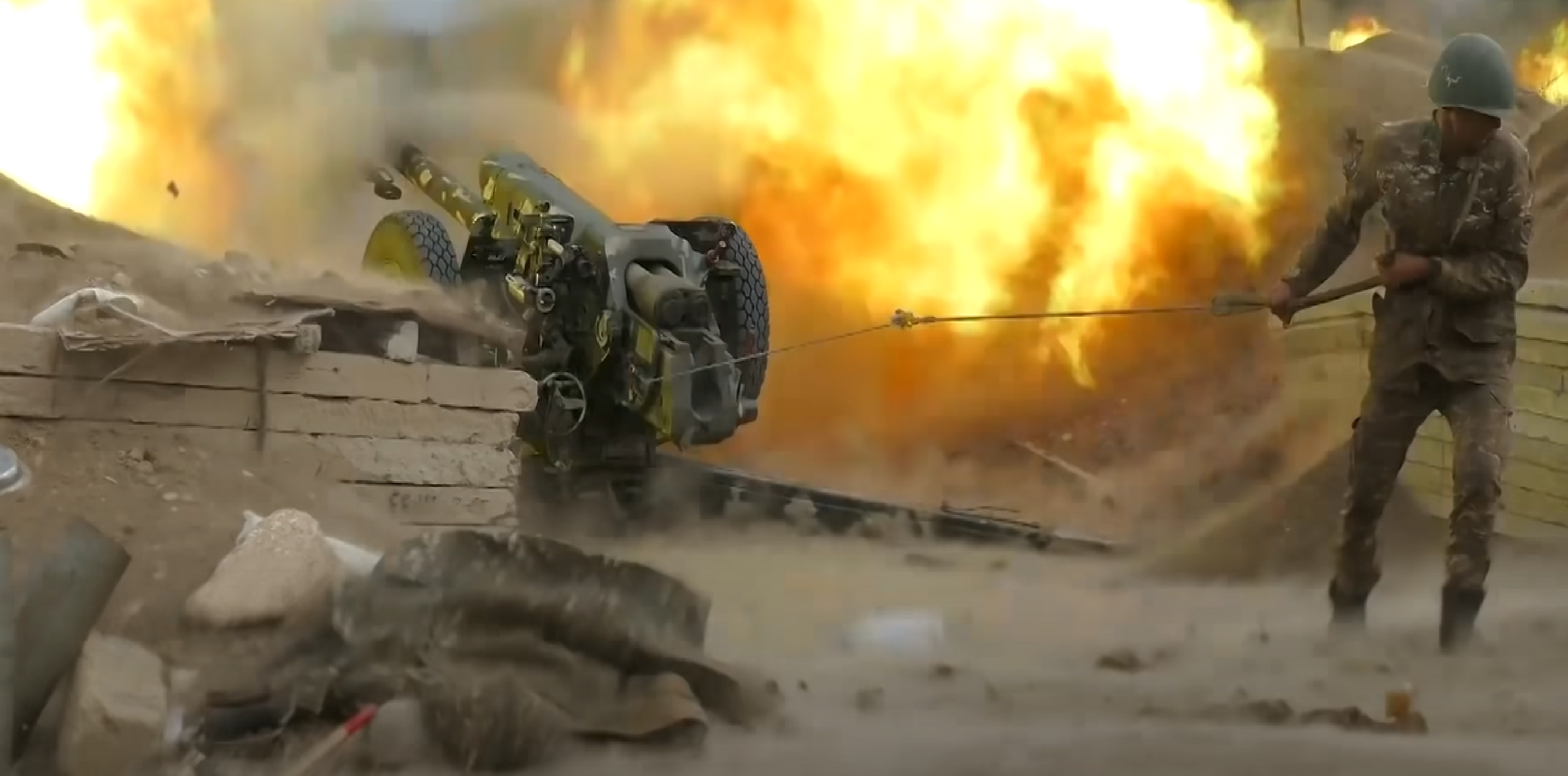
El Ejército de Defensa de Artsaj lanza un contraataque a las posiciones azeríes.

Si bien armenios y azerbaiyanos vivieron uno al lado del otro bajo el dominio soviético, el colapso de la Unión Soviética contribuyó a la separación racial y al nacionalismo feroz, lo que provocó que tanto armenios como azerbaiyanos se estereotiparan entre sí, dando forma a la retórica de ambos lados. Antes, durante y después de la primera guerra del Alto Karabaj (1988-1994), el crecimiento del sentimiento anti-armenio y anti-Azerbaiyán resultó en violencia étnica, incluidos pogromos contra armenios en Azerbaiyán, como el de Sumgait y el de Bakú y contra los azerbaiyanos en Armenia y Nagorno-Karabaj, como el de Gugark y el de Jankendi.

### Objetivos de Azerbaiyán

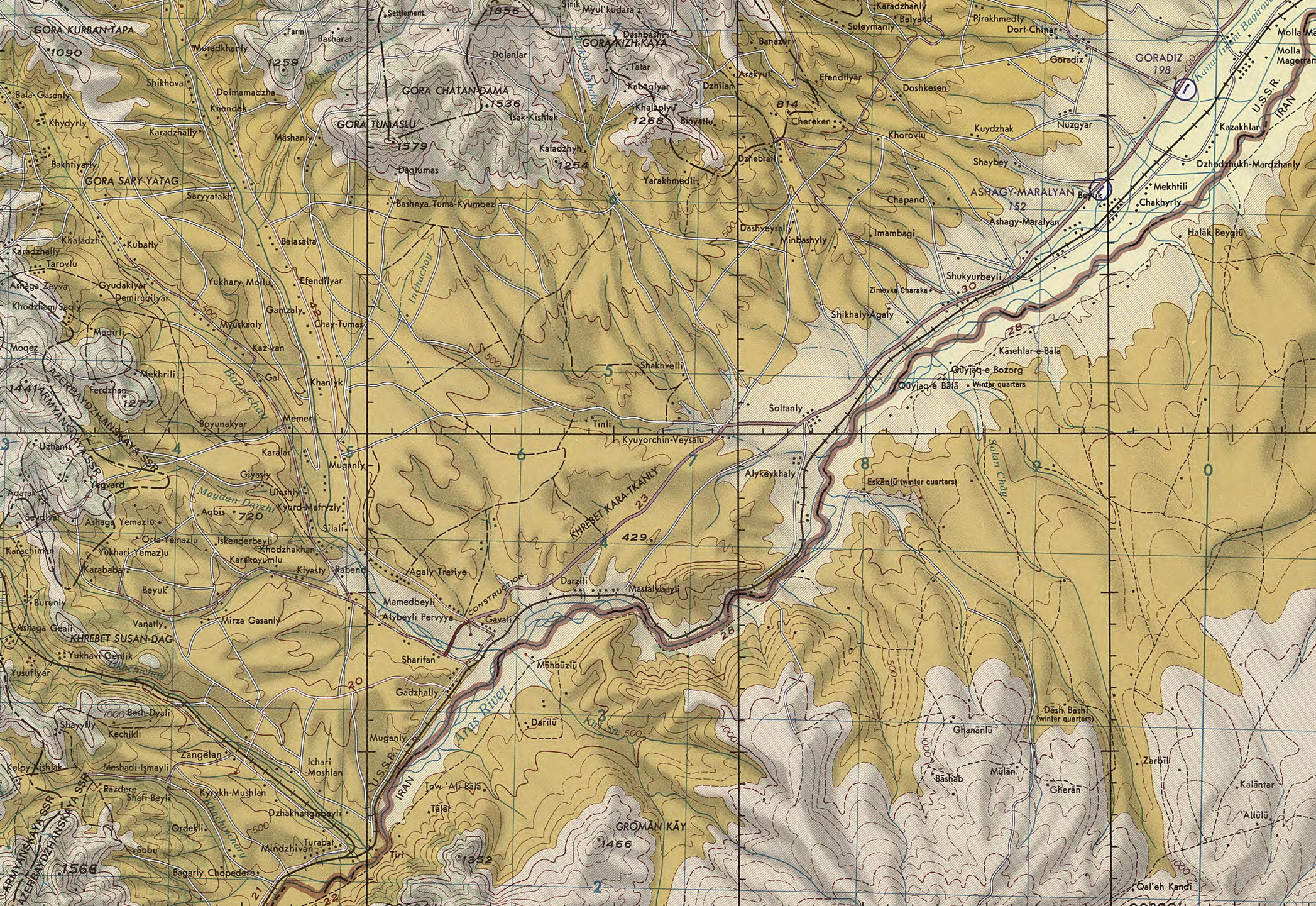
La mayoría de los avances iniciales de Azerbaiyán se concentraron en las áreas ubicadas a lo largo del río Aras, que tiene un terreno menos montañoso en comparación con los territorios del norte y centro de la región.

En una entrevista del 27 de septiembre de 2020, el experto regional Thomas de Waal dijo que era muy poco probable que la parte armenia iniciara las hostilidades, ya que ya estaban en posesión del territorio en disputa y estaban incentivados a normalizar el statu quo, mientras que "por varios Por estas razones, Azerbaiyán calculó que una acción militar le permitiría ganar algo". El supuesto objetivo inmediato de la ofensiva azerbaiyana era capturar los distritos de Fuzuli y Jabrayil en el sur de Nagorno-Karabaj, donde el terreno es menos montañoso y más favorable para operaciones ofensivas. El politólogo Arkady Dubnov del Centro Carnegie de Moscú creía que Azerbaiyán había lanzado la ofensiva para mejorar la posición de Azerbaiyán en una temporada adecuada para las hostilidades en el terreno.

### Turquía y Rusia
Los intereses geoestratégicos de Rusia y Turquía en la región fueron ampliamente comentados durante la guerra. Ambos fueron descritos como beneficiarios del acuerdo de alto el fuego, y The Economist afirmó que para Rusia, China y Turquía, "todas las partes se beneficiarán económicamente". A finales de octubre, ataques aéreos rusos masivos tuvieron como objetivo un campo de entrenamiento de Failaq al-Sham , uno de los mayores grupos rebeldes islamistas sunitas respaldados por Turquía en la provincia siria de Idlib, matando a 78 militantes en un acto ampliamente interpretado como un disparo de advertencia a Ankara por la participación de este último en los combates de Nagorno-Karabaj.

#### Turquía

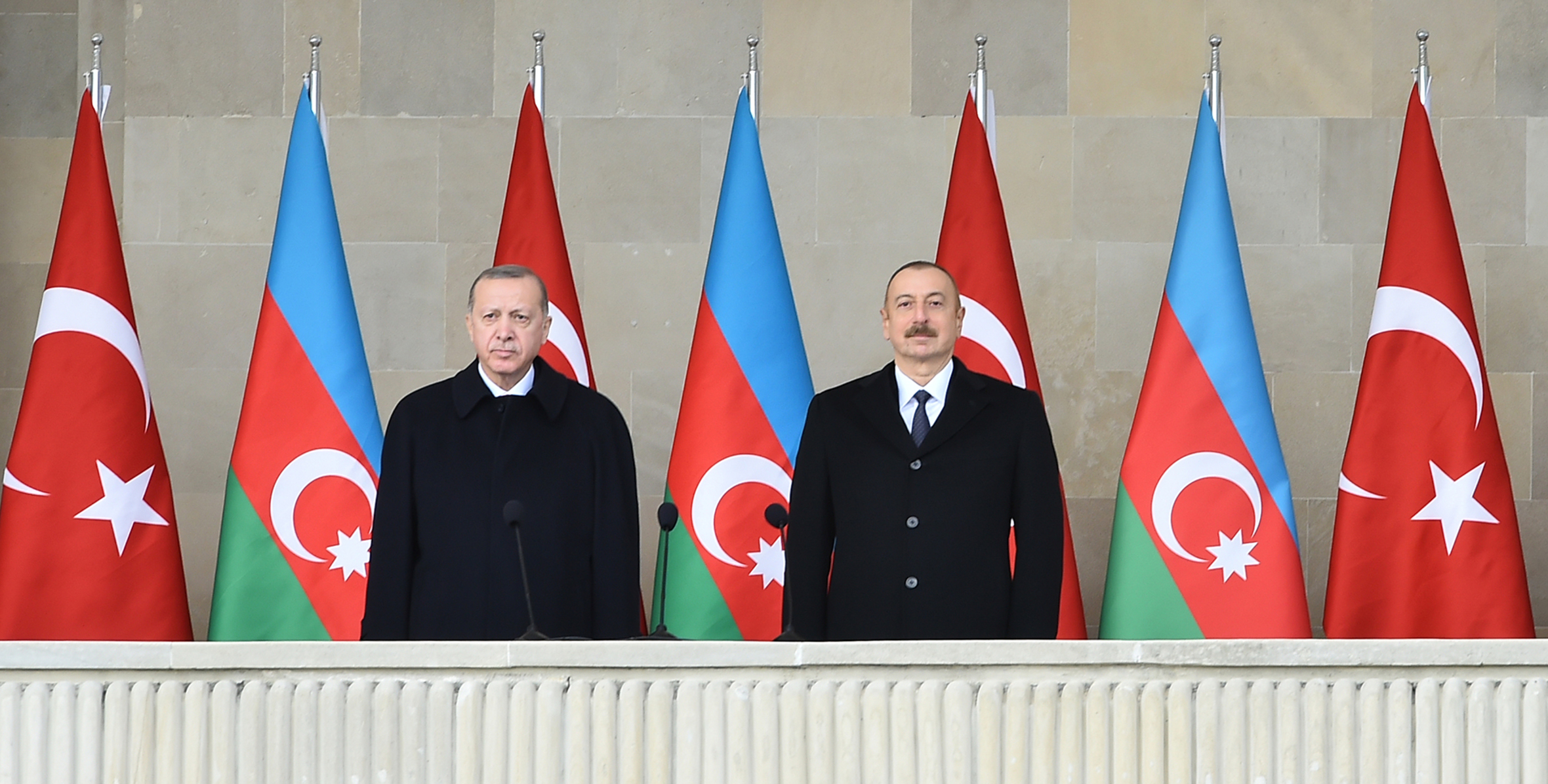
El presidente de Azerbaiyán, Aliyev, junto al presidente de Turquía, Erdoğan, durante el Desfile de la Victoria celebrando el resultado de la segunda guerra del Alto Karabaj en el año 2020.

Azerbaiyán y Turquía están unidos por vínculos étnicos, culturales e históricos, y ambos países se refieren a su relación como entre "dos estados, una nación". Turquía (entonces Imperio Otomano) ayudó a Azerbaiyán, anteriormente parte del Imperio Ruso, a obtener su independencia en 1918, y se convirtió en el primer país en reconocer la independencia de Azerbaiyán de la Unión Soviética en 1991. Turquía también ha sido el garante de la República Autónoma de Najicheván, un exclave de Azerbaiyán, desde 1921. Otros comentaristas han visto el apoyo de Turquía a Azerbaiyán como parte de una política exterior activista, vinculándolo con las políticas neootomanas en Siria, Irak y el Mediterráneo oriental. Los armenios describieron el papel altamente visible de Turquía en el conflicto como una continuación del genocidio armenio, el asesinato en masa y la expulsión de 1,5 millones de armenios por parte del gobierno otomano, particularmente dada la continua negación del genocidio armenio por parte de Turquía. Turquía brindó apoyo militar a Azerbaiyán, incluidos expertos militares y mercenarios sirios. Las comunicaciones de transporte estipuladas por el acuerdo de alto el fuego, que une Nakhchivan y la parte principal de Azerbaiyán a través de Armenia, proporcionarían a Turquía acceso comercial a Asia Central y a la Iniciativa de la Franja y la Ruta de China.

#### Rusia

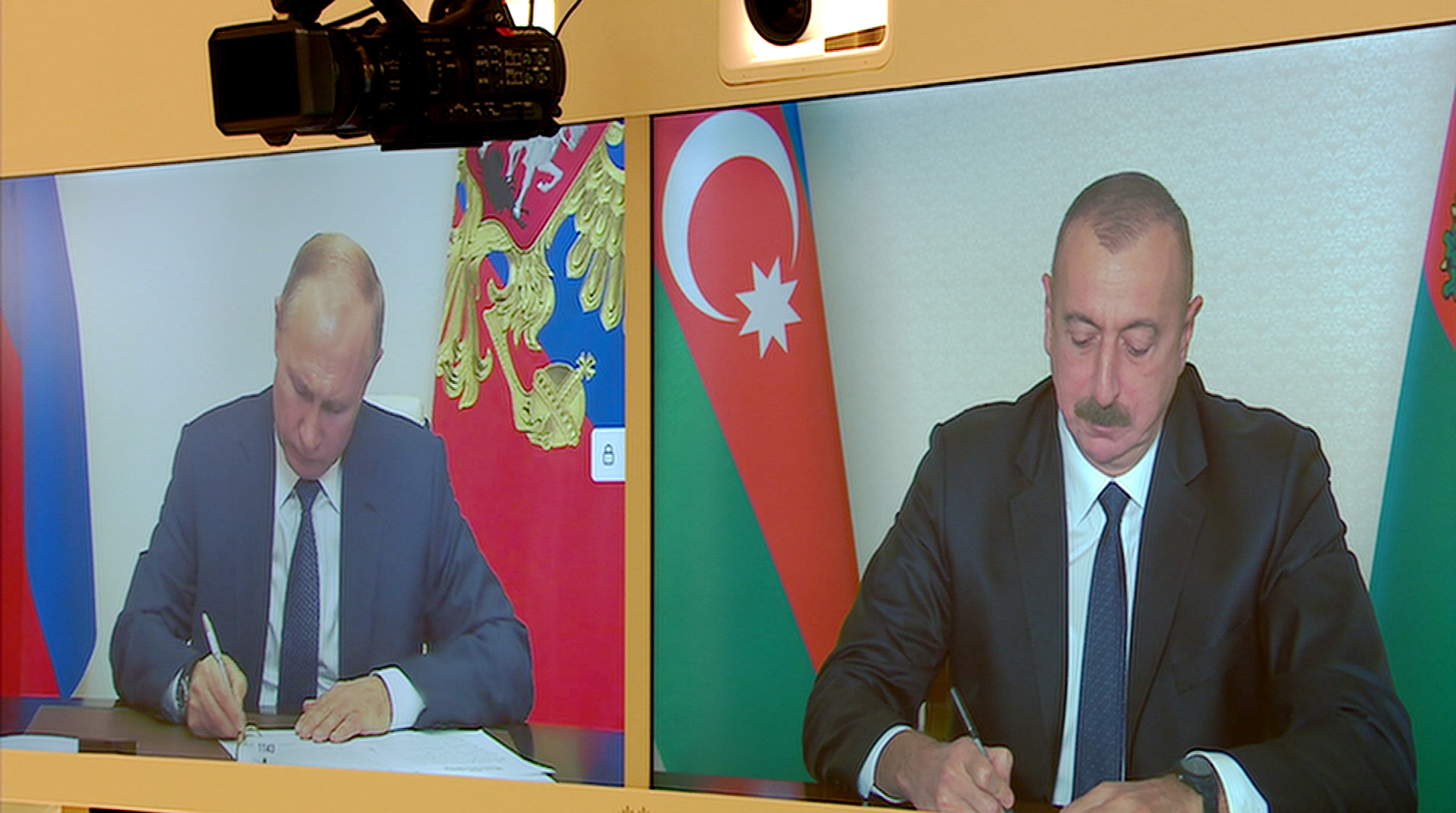
El presidente ruso Vladímir Putin y el presidente azerí Ilham Aliyev firman el acuerdo de alto el fuego por videoconferencia.

Rusia había tratado de mantener buenas relaciones con Azerbaiyán y había vendido armas a ambas partes. Incluso antes de la guerra, Rusia poseía una base militar en Armenia como parte de una alianza militar con Armenia y, por lo tanto, estaba obligada por tratado a defender Armenia en caso de guerra. Al igual que en Siria y en la guerra civil en curso en Libia, Rusia y Turquía, miembro de la OTAN, tenían intereses opuestos. Turquía pareció utilizar el conflicto para intentar aprovechar su influencia en el Cáucaso Meridional a lo largo de su frontera oriental, utilizando recursos militares y diplomáticos para ampliar su esfera de influencia en el Medio Oriente y marginar la influencia de Rusia, otro poder regional. Rusia había seguido históricamente una política de mantener la neutralidad en el conflicto, y Armenia nunca solicitó ayuda formalmente. Según el director del programa de estudios sobre Rusia de la CNA, al comienzo de la guerra se consideró que era poco probable que Rusia interviniera militarmente a menos que Armenia sufriera pérdidas drásticas. El Ministerio de Relaciones Exteriores de Rusia también emitió una declaración, diciendo que Rusia proporcionará a Armenia "toda la asistencia necesaria" si la guerra continúa en los territorios de Armenia, ya que ambos países son parte de la Organización del Tratado de Seguridad Colectiva (OTSC). No obstante, cuando, según se informa, las fuerzas azerbaiyanas atacaron los territorios armenios el 14 de octubre de 2020, Rusia no interfirió directamente en el conflicto. En un artículo publicado por el periódico ruso Vedomosti el 10 de noviembre, Konstantin Makienko, miembro del Comité de Defensa de la Duma Estatal, escribió que las consecuencias geopolíticas de la guerra fueron "catastróficas" no sólo para Armenia sino también para Rusia. Porque la influencia de Moscú en el Cáucaso meridional había disminuido mientras que "la influencia de Turquía, por el contrario, había aumentado considerablemente". Alexander Gabuev del Centro Carnegie de Moscúadoptó el punto de vista opuesto y describió el acuerdo de paz como "una victoria para Rusia", ya que había "evitado la derrota concluyente de Nagorno-Karabaj" y, al colocar a Rusia a cargo del estratégico corredor de Lachin, aumentó la influencia del país en la región.
El relativo cumplimiento de Azerbaiyán de sus objetivos estratégicos de hacerse con el control de Nagorno-Karabaj mediante el uso de la fuerza militar pudo haber influido en la decisión rusa de invadir Ucrania en 2022.

### Tácticas militares

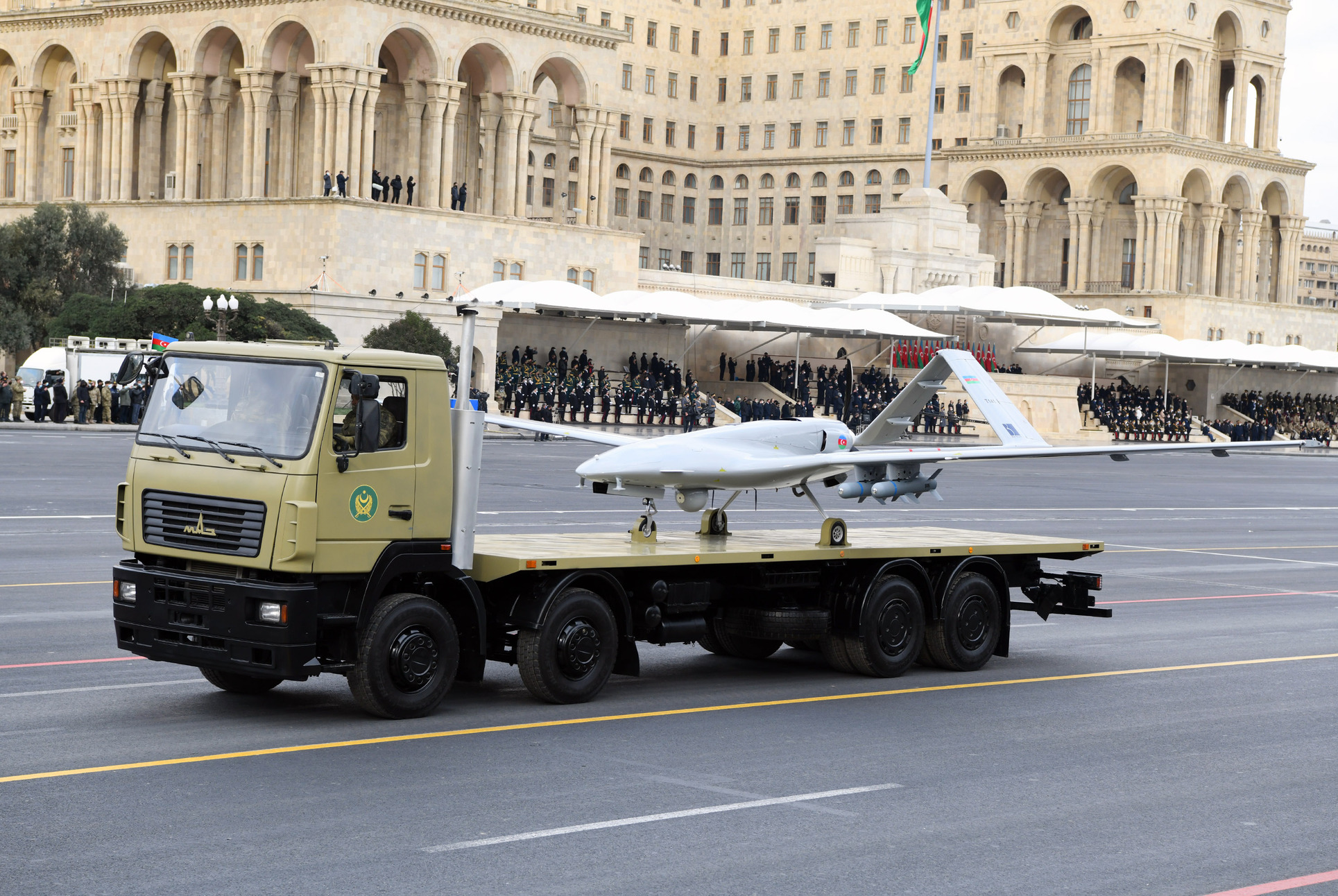
Un dron (concretamente un vehículo aéreo de combate no tripulado) azerí de origen turco Bayraktar TB2 en el Desfile de la Victoria. La superioridad de los drones de Azerbaiyán fue según los analistas una de las claves de la victoria azerí.

La riqueza petrolera de Azerbaiyán permitió un presupuesto militar consistentemente mayor que el de Armenia, y compró sistemas de armas avanzados de Israel, Rusia y Turquía. A pesar del tamaño similar de ambos ejércitos, Azerbaiyán poseía tanques, vehículos blindados de transporte de personal y vehículos de combate de infantería superiores, y también había acumulado una flota de drones turcos e israelíes. Armenia construyó sus propios drones, pero eran muy inferiores a los drones turcos e israelíes propiedad de Azerbaiyán. Azerbaiyán tenía una ventaja cuantitativa en sistemas de artillería, en particular artillería autopropulsada y lanzacohetes múltiples de largo alcance, mientras que Armenia tenía una pequeña ventaja en misiles balísticos tácticos. Debido a los sistemas de defensa aérea de ambos lados, hubo poco uso de aviación tripulada durante el conflicto. En opinión del analista militar Michael Kofman, director del Programa de Estudios sobre Rusia de la CNA y miembro del Instituto Kennan, Azerbaiyán desplegó mercenarios de Siria para minimizar las bajas de las tropas azeríes: "Sufrieron bastantes bajas desde el principio, especialmente en el sureste, y estos mercenarios fueron utilizados esencialmente como tropas de asalto prescindibles para la primera oleada. Calcularon de manera bastante cínica "Si resulta que estas ofensivas no tuvieron éxito desde el principio, entonces lo mejor sería que estas bajas fueran entre mercenarios y no entre las fuerzas azerbaiyanas".

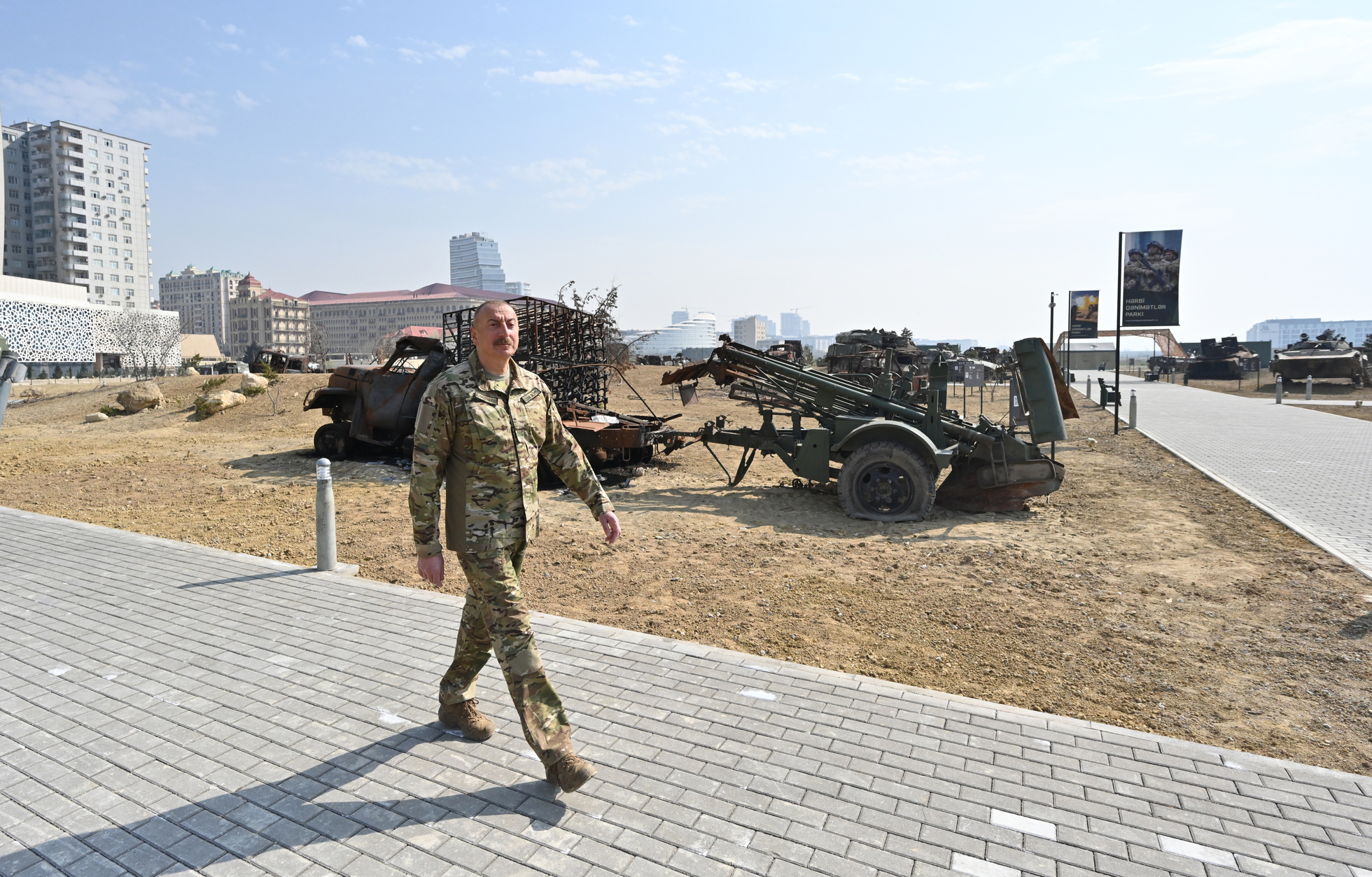
Alíyev inaugura en abril de 2021 el Parque de Trofeos Militares donde se depositaron como trofeos diverso material del ejército armenio del Nagorno Karabaj derrotado.

Según Gustav Gressel, investigador principal de políticas del Consejo Europeo de Relaciones Exteriores, el ejército armenio era superior al ejército azerbaiyano a nivel táctico, con mejores oficiales, un liderazgo más ágil y una mayor motivación de los soldados, pero estos fueron superados por el uso innovador de drones por el ejército de Azerbaiyán para descubrir posiciones de avanzada y reserva armenias, seguido de artillería convencional y misiles balísticos para aislar y destruir las fuerzas armenias. Gressel sostiene que los ejércitos europeos no están mejor preparados para la guerra anti-drones que los de Armenia (sólo Francia y Alemania tienen algunas capacidades de interferencia limitadas) y advierte que la falta de sistemas de defensa aérea autopropulsados basados en armas y de sistemas de radar capaces de rastrear los drones (que utilizan la "fusión de tramas" de varios ecos de radar) hacen que las fuerzas europeas sean extremadamente vulnerables a las municiones merodeadoras y a los pequeños drones.
En opinión de un colaborador de la revista Forbes, Azerbaiyán logró infligir una derrota decisiva mediante el uso experto de equipo militar sofisticado que evitó empantanarse en una costosa guerra de desgaste. Según Forbes, Azerbaiyán se había preparado para la guerra de mañana en lugar de repetir la guerra de ayer.
El Instituto Internacional de Estudios Estratégicos presentó un resumen de los análisis de expertos militares rusos, que concluyeron que la victoria de Azerbaiyán no fue sólo el resultado de la guerra con drones y la asistencia turca, sino que en realidad podría atribuirse a una serie de otros factores, como una mayor ejército profesional con experiencia reciente en el campo de batalla, empleo por parte de Armenia de tácticas de la era soviética contra la guerra moderna librada por Azerbaiyán, una fuerte voluntad nacional de luchar por parte de Azerbaiyán en comparación con un liderazgo armenio indeciso, y los armenios creyendo en su propia propaganda y subestimando al enemigo.
Según la opinión expresada por el experto militar ruso Vladimir Yevseev después de la guerra, por razones poco claras Armenia parecía no haber ejecutado la movilización que había anunciado y apenas se desplegó personal movilizado en la zona del conflicto.

#### Guerra con drones
Azerbaiyán hizo un uso muy efectivo de drones y sensores, demostrando lo que The Economist describió como un "tipo nuevo y más asequible de poder aéreo". Los drones azerbaiyanos, en particular el Bayraktar TB2 de fabricación turca, llevaron a cabo ataques precisos y reconocimientos, transmitiendo las coordenadas de los objetivos a la artillería azerbaiyana. Los comentaristas señalaron cómo los drones permitieron a los países pequeños llevar a cabo campañas aéreas efectivas, lo que potencialmente hizo que los conflictos de baja intensidad fueran mucho más mortíferos. El apoyo aéreo cercano fue proporcionado por drones suicidas especializados, como la munición merodeadora IAI Harop de fabricación israelí, volviendo vulnerables a los tanques y sugiriendo la necesidad de cambios en la doctrina de guerra blindada. Se informó que Azerbaiyán también utilizó otro dron suicida, el STM Kargu de fabricación turca.

#### Ataque de oleoductos

El oleoducto Bakú-Tiflis-Ceyhan (verde) es uno de varios oleoductos que van desde Bakú.

Se expresaron preocupaciones sobre la seguridad de la industria petrolera en Azerbaiyán. Azerbaiyán afirmó que Armenia apuntó, o intentó apuntar, al oleoducto Bakú-Tiflis-Ceyhan, que representaba alrededor del 80% de las exportaciones de petróleo del país, y al oleoducto Bakú-Novorossiysk. Armenia rechazó las acusaciones.

#### Uso de propaganda

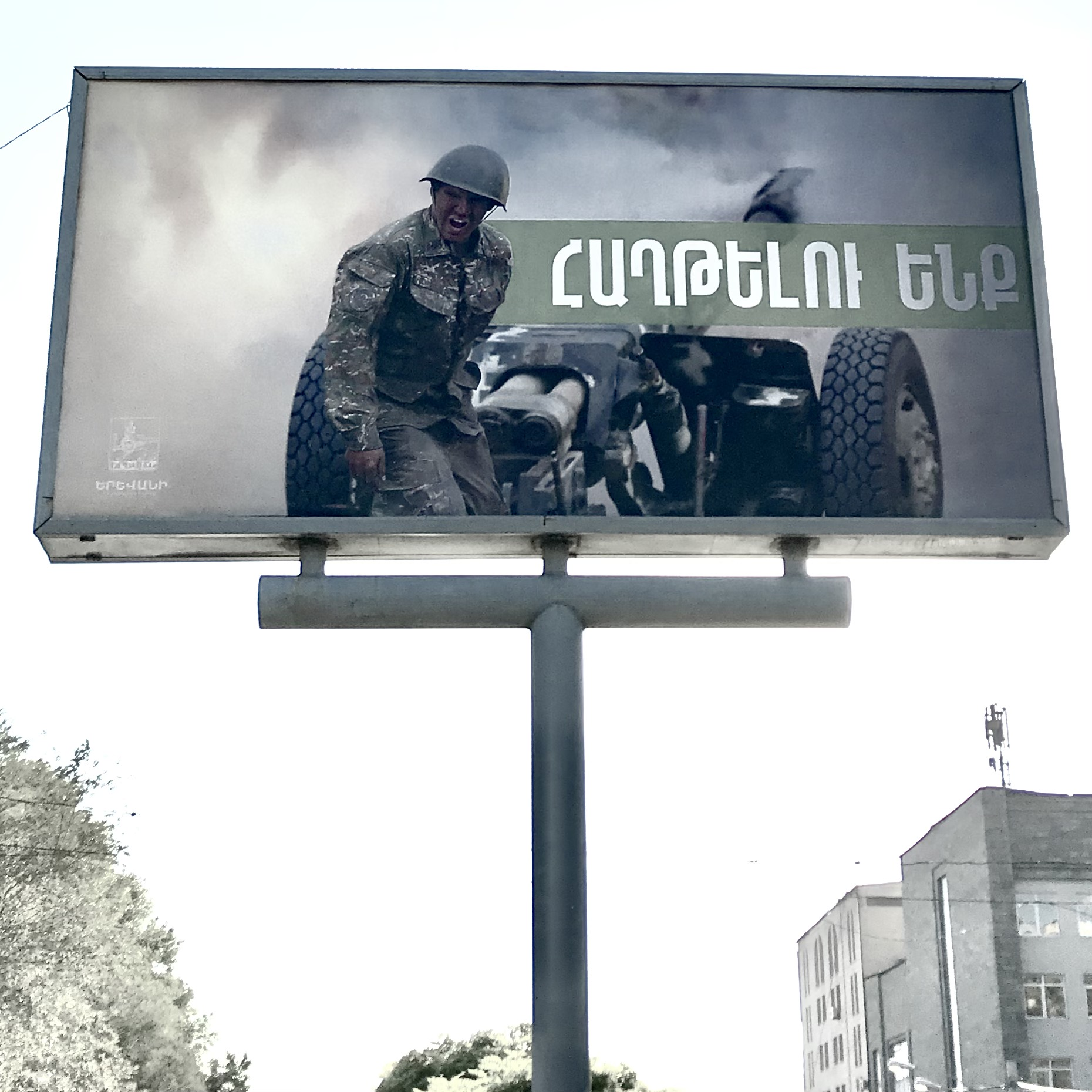
Las vallas publicitarias en Ereván comenzaron a mostrar imágenes publicadas por el Ministerio de Defensa de Armenia al comienzo del conflicto.

Ambas partes participaron en extensas campañas de propaganda a través de cuentas oficiales y de redes sociales magnificadas en línea, incluso en los medios rusos. Los vídeos de drones que grababan sus asesinatos se utilizaron en una propaganda azerbaiyana muy eficaz. En Bakú, vallas publicitarias digitales transmitieron imágenes de alta resolución de misiles golpeando a soldados, tanques y material armenios. El presidente de Azerbaiyán, Ilham Aliyev, dijo a la televisión turca que los drones operados por Azerbaiyán habían reducido el número de víctimas de Azerbaiyán y afirmó: "Estos drones muestran la fuerza de Turquía" y "empoderan" a los azerbaiyanos.

#### Guerra cibernética
Los piratas informáticos de Armenia y Azerbaiyán, así como sus países aliados, han librado una guerra cibernética, con piratas informáticos azerbaiyanos atacando sitios web armenios y publicando declaraciones de Aliyev, y piratas informáticos griegos atacando sitios web gubernamentales azerbaiyanos. Se han publicado mensajes coordinados desde ambas partes. Se ha compartido como nueva información errónea y vídeos de acontecimientos antiguos y otros conflictos. Se han disparado las nuevas cuentas de redes sociales que publican sobre Armenia y Azerbaiyán, muchas de ellas de usuarios auténticos, pero muchas también no auténticas. Según el Parlamento de la UE, las operaciones de información de Azerbaiyán también tenían como objetivo específico acosar a los usuarios de redes sociales de Armenia.

## Declaraciones oficiales

### Armenia y Artsaj
El 27 de septiembre, el primer ministro de Armenia Nikol Pashinián acusó a las autoridades azerbaiyanas de una provocación a gran escala. El primer ministro dijo que las «recientes declaraciones agresivas de los dirigentes azerbaiyanos, los ejercicios militares conjuntos a gran escala con Turquía, así como el rechazo de las propuestas de seguimiento de la OSCE indican claramente que esta agresión fue planificada de antemano y constituye una provocación a gran escala contra la paz y la seguridad en la región».
El 28 de septiembre, el Ministerio de Relaciones Exteriores de la República de Armenia emitió una declaración en la que aseguraba que «el pueblo de Artsaj está en guerra con la alianza turco-azerbaiyana». El embajador de Armenia en Rusia Vardan Toganyan no descartó que Armenia pueda recurrir a Rusia en busca de nuevos suministros de armas.
El 29 de septiembre, el primer ministro Nikol Pashinián confirmó que Azerbaiyán, con el apoyo militar de Turquía, estaba ampliando el teatro de operaciones en territorio armenio.
El 30 de septiembre, el primer ministro Nikol Pashinián declaró que Armenia estaba considerando seriamente reconocer oficialmente a la República de Artsaj como territorio independiente. Ese mismo día, el Ministerio de Asuntos Exteriores de Armenia confirmó que la Fuerza Aérea de Turquía había llevado a cabo vuelos de provocación a lo largo del frente entre las fuerzas de la República de Artsaj y Azerbaiyán, incluida la prestación de apoyo aéreo al ejército azerbaiyano.
El 1 de octubre, el presidente de Artsaj Arayik Harutyunián, declaró que los armenios debían prepararse para una guerra a largo plazo.
El 3 de octubre, el Ministerio de Relaciones Exteriores del Alto Karabaj (Artsaj) pidió a la comunidad internacional que reconociera la independencia de la República de Artsaj para «restaurar la paz y la seguridad en la región».

### Azerbaiyán

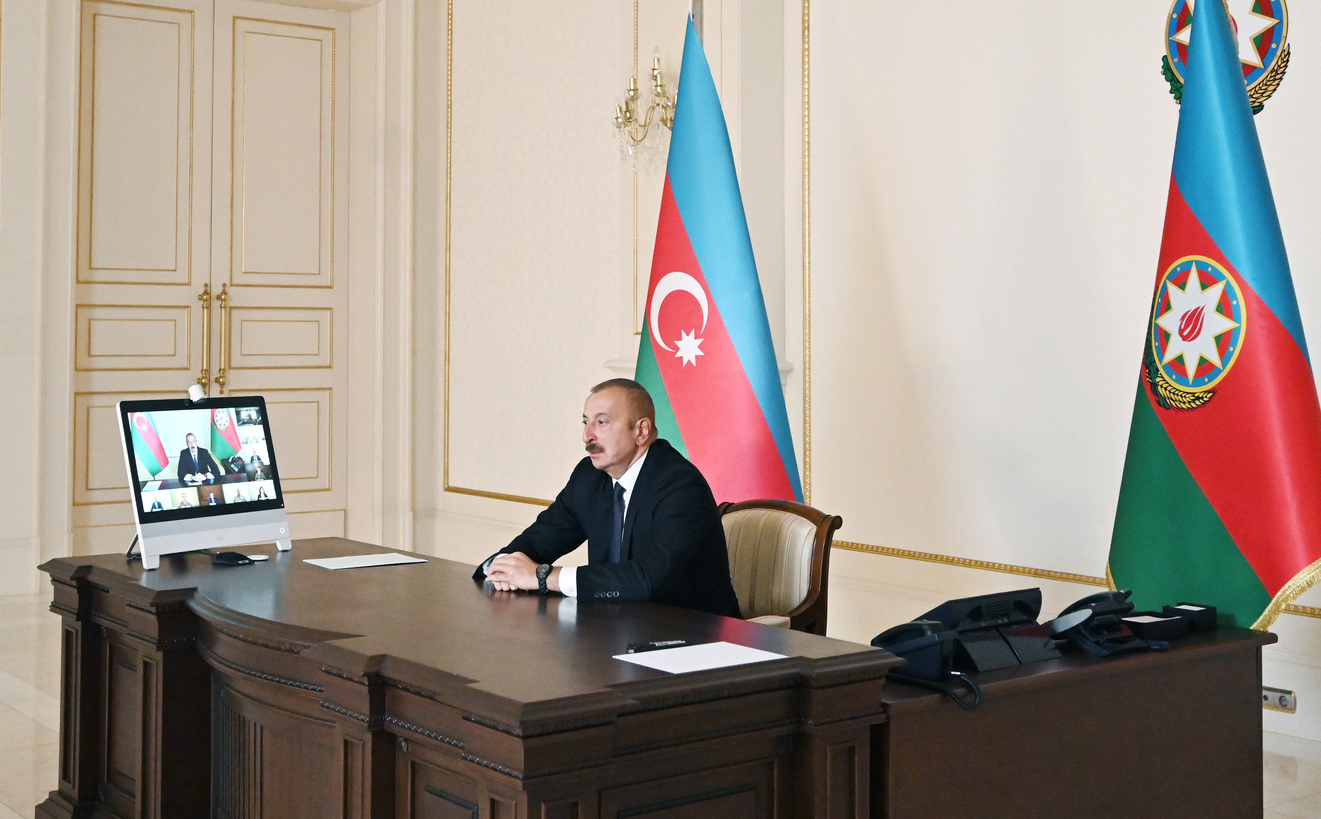
Reunión del presidente de Azerbaiyán Ilham Aliyev con el Consejo de Seguridad de su país el 27 de septiembre.

El 26 de septiembre, según el Ministerio de Defensa de Azerbaiyán, el día antes de la ofensiva presuntamente el ejército armenio disparó con ametralladoras de gran calibre y rifles de francotirador en diferentes direcciones a lo largo de la línea del frente, violando el alto el fuego 48 veces. Azerbaiyán declaró que la parte armenia atacó primero y las fuerzas azerbaiyanas luego lanzaron una contraofensiva.
El 27 de septiembre, Hikmet Hajiyev, asesor principal del Presidente de Azerbaiyán, Ilham Aliyev, acusó a las fuerzas armenias de realizar un ataque «intencionado y deliberado» en la línea del frente.
El 28 de septiembre, Hajiyev insinuó que la «política seguida por Armenia hasta ahora ha llevado a la destrucción del proceso de negociación. Esto se evalúa como otro acto de agresión contra Azerbaiyán». También agregó que «se ha lanzado una guerra contra Azerbaiyán. El pueblo de Azerbaiyán está movilizado en un período tan difícil. Esta es la Gran Guerra Patria del pueblo de Azerbaiyán». Hajiyev luego declaró que «el despliegue de las Fuerzas Armadas de Armenia en Nagorno-Karabaj es una amenaza para la paz regional», y acusó a Armenia de preparar «información muy falsa e innecesaria», y agregó que «el propio pueblo armenio no confía en las fuerzas armadas que preparan tanta información falsa. Las Fuerzas Armadas de Azerbaiyán operan de acuerdo con los principios del derecho internacional». Además, el ministro de Relaciones Exteriores de Azerbaiyán negó cualquier afirmación de participación turca, aunque admitió la cooperación técnico-militar con Turquía y otros países.
El 29 de septiembre, el presidente de Azerbaiyán, Ilham Aliyev, recibió las credenciales del recién nombrado embajador de Pakistán en Azerbaiyán, Bilal Hayee, y habló sobre la integridad territorial de Azerbaiyán. Durante una sesión informativa celebrada conjuntamente por el Ministerio de Relaciones Exteriores de Azerbaiyán y la Fiscalía General, el Ministerio de Relaciones Exteriores de Azerbaiyán pidió a las organizaciones internacionales que se aseguraran de que Armenia respetara el derecho internacional. El embajador de Azerbaiyán en Rusia Polad Bülbüloğlu, negó los informes de mercenarios traídos de Turquía por Azerbaiyán, y el primer vicepresidente de la República de Azerbaiyán Mehriban Aliyeva, declaró que Azerbaiyán nunca habían reclamado el territorio ajeno.

## Participación de terceros en el conflicto

(en inglés) Situación tras el Acuerdo de alto el fuego en el Alto Karabaj de 2020 con la mediación de Rusia:
Áreas recapturadas por Azerbaiyán durante la guerra
Zonas devueltas a Azerbaiyán en virtud del acuerdo de alto el fuego
Zonas de Nagorno-Karabaj propiamente dichas que permanecen bajo el control de Artsaj (armenio)
El corredor de Lachin y el monasterio de Dadivank, patrullados por fuerzas de paz rusas

Debido a la geografía, historia y sensibilidades político-religiosas del conflicto del Alto Karabaj, se han hecho acusaciones, acusaciones y declaraciones de participación de terceros e internacionales, incluso en informes de los medios y por el Observatorio Sirio para los Derechos Humanos (OSDH):

### Participación de Turquía y mercenarios del Ejército Nacional Sirio
Dos días después de iniciado el conflicto armado, varios rebeldes sirios pro-turcos, entre ellos del Ejército Nacional Sirio que es una milicia paramilitar islamista de la oposición siria y el Observatorio Sirio para los Derechos Humanos, afirmaron que una empresa privada de seguridad turca había comenzado a contratar voluntarios sirios para luchar en Azerbaiyán y Turquía. Un informe en The Times confirmó la participación turca en el envío de 200 mercenarios sirios para apoyar a las fuerzas azerbaiyanas. El Ministerio de Defensa de Rusia ha expresado su preocupación por las «unidades armadas ilegales» de Siria y Libia que llegaron para luchar en la zona de conflicto.
El OSDH ha confirmado un total de 320 rebeldes sirios en Azerbaiyán, principalmente de ascendencia sirio-turcomana de la División Sultán Murad, y señaló que aún no habían participado en los enfrentamientos. El SOHR declaró que parte de los grupos rebeldes sirios de mayoría árabe se rehusaron a enviar a sus combatientes a Azerbaiyán. Al 1 de octubre de 2020, el SOHR confirmó la muerte de 28 yihadistas sirios y casi 60 reportaron heridos o desaparecidos en los dos días anteriores de combates. Más tarde, Emmanuel Macron acusó a Turquía de enviar yihadistas sirios a Nagorno-Karabaj a través de Gaziantep.
El 3 de octubre, el Primer ministro de Armenia Nikol Pashinián confirmó que mercenarios y terroristas sirios, junto con especialistas del ejército turco, participaron en los ataques de Azerbaiyán, junto con aproximadamente 150 oficiales militares turcos de alto rango, estacionados en centros de mando de Azerbaiyán y dirigiendo operaciones militares. Ese mismo día, el Servicio de Seguridad Nacional de Armenia presentó las conversaciones interceptadas entre los militares turcos y azerbaiyanos, así como las conversaciones entre el ejército azerbaiyano y los mercenarios en idioma árabe.
El 4 de octubre, el SOHR declaró que al menos 72 combatientes rebeldes sirios proturcos, que se encontraban entre los más de 1200 combatientes, habían muerto en los enfrentamientos. Mientras tanto, un líder no identificado del Ejército Nacional Sirio, Jesr Press y un artículo de The Guardian también confirmaron la muerte de decenas de combatientes sirios.
El 5 de octubre, la agencia de noticias rusa RIA Novosti confirmó que 322 mercenarios sirios se encontraban en la zona de conflicto y que 93 habían sido asesinados, mientras que 430 de Siria se habían dirigido allí el fin de semana anterior.
El jefe del Servicio de Seguridad del Estado de Georgia, Grigol Liluashvili, dijo que las noticias difundidas sobre el paso de grupos yihadistas sirios de Turquía a Azerbaiyán a través de Georgia no han sido confirmadas.

### Milicias kurdas
Antes del conflicto, fuentes turcas insinuaron que supuestamente muchos miembros de las Unidades de Protección Popular (YPG) de Irak y el Partido de los Trabajadores de Kurdistán (PKK) de Siria fueron trasladados al Alto Karabaj para entrenar a las milicias armenias contra Azerbaiyán, y el 30 de septiembre, fuentes turcas alegaron que unos 300 militantes del PKK fueron trasladados al Alto Karabaj a través de Irán. Sin embargo, un comentarista de The Washington Post afirma que estas afirmaciones deben ser puestas en duda, debido a que Turquía ha emitido anteriormente declaraciones cuestionables sobre las actividades del PKK y YPG. Un comentarista del Jerusalem Post escribió que las sugerencias del Daily Sabah's sobre la participación del PKK/YPG en Karabaj eran pretextos que estaban «destinados a crear la justificación para que Turquía afirme que su 'seguridad' está siendo amenazada por el 'PKK' y que puede invadir». El comentarista señaló que Turquía había utilizado esta misma excusa de neutralizar a los «terroristas» para atacar el norte de Irak y Siria.
El 28 de septiembre, el Ministerio de Defensa de Azerbaiyán alegó que presuntamente entre las víctimas armenias había mercenarios de origen armeno-sirio y de diversos países del Oriente Medio. El mismo día, el ministro de Defensa turco Hulusi Akar, declaró que Armenia debía «devolver a los 'mercenarios' y 'terroristas' que trajo del extranjero». Dos días después, el Asesor de Política Exterior del Presidente de Azerbaiyán declaró que la comunidad internacional «debería responder adecuadamente al uso de fuerzas 'terroristas' por parte de Armenia». El SOHR dijo que supuestamente combatientes sirios estaban siendo transportados a Armenia para luchar contra Azerbaiyán.
El 4 de octubre, el Ministerio de Defensa de Turquía declaró que los «terroristas» del PKK-YPG, que presuntamente cooperan con los armenios para atacar a civiles, deben abandonar la región. Al día siguiente, el Ministerio de Relaciones Exteriores de Azerbaiyán declaró que Armenia había empleado ampliamente fuerzas extranjeras y mercenarios en su contra, con supuestas pruebas sobre personas de origen armenio del Medio Oriente, especialmente Siria y Líbano, y posteriormente Rusia, Georgia, Grecia, Emiratos Árabes Unidos y otros países.

### Rusia e Irán
Durante el conflicto, medios de comunicación azerbaiyanos e iraníes informaron que se estaban transportando armas y equipos militares rusos a Armenia a través de Irán. El 29 de septiembre, el Ministerio de Relaciones Exteriores de Irán desmintió estas afirmaciones. Al día siguiente, medios de comunicación afiliados al gobierno de Azerbaiyán compartieron imágenes que, según informes, mostraban el transporte de equipo militar. El diputado azerbaiyano Sabir Rustamkhanli alegó que Irán estaba transportando armas desde varios países a Armenia. Posteriormente, en el Parlamento de Azerbaiyán, Rustamkhanli sugirió abrir una embajada de Azerbaiyán en Israel. El jefe de gabinete del presidente de Irán, Mahmoud Vaezi, en una llamada telefónica con el vice primer ministro de Azerbaiyán, Shahin Mustafayev, desmintió las afirmaciones y afirmó que estas tenían como objetivo interrumpir las relaciones de ambos países. Los medios de comunicación afiliados al estado iraní declararon que los camiones representados en las imágenes consistían en envíos de camiones Kamaz que el gobierno armenio había comprado previamente a Rusia.
El 28 de septiembre, medios de comunicación rusos informaron que las empresas militares privadas rusas estaban dispuestas a luchar contra Azerbaiyán en el Alto Karabaj. El 1 de octubre, Radio Free Europe/Radio Liberty citando una fuente del Grupo Wagner, afirmó que ya se encontraban en Karabaj y participaban en las hostilidades. Esto fue negado por el empresario ruso Yevgueni Prigozhin, quien ha sido vinculado al Grupo Wagner.

## Reacciones internacionales

A favor de la paz
Armenia
Apoyo a Armenia
Azerbaiyán
Apoyo a Azerbaiyán
Zona en disputa (Artsaj)
No se ha pronunciado públicamente

### Organizaciones supranacionales
- Unión Europea - El presidente del Consejo Europeo Charles Michel pidió un «regreso inmediato a las negociaciones, sin condiciones previas».
- ONU - El secretario general de las Naciones Unidas António Guterres, declaró que «ambas partes deben dejar de luchar inmediatamente, reducir las tensiones y volver a negociaciones significativas sin demora».[348]
- OEA - El secretario general de la Organización de Estados Americanos Luis Almagro, exigió a Azerbaiyán el cese inmediato de las hostilidades.[349]
- OTAN - El secretario general de la OTAN Jens Stoltenberg, pidió un alto el fuego en el Alto Karabaj.[350]
- OSCE - La Organización para la Seguridad y la Cooperación en Europa instó a ambas partes a detener las acciones militares y volver a las negociaciones.[351]
- Consejo Túrquico - El Secretario General del Consejo Túrquico Bagdad Amreyev expresó su profunda preocupación por el enfrentamiento militar en los territorios ocupados de la República de Azerbaiyán.[352]

### Miembros de la ONU
Representantes de varios países pidieron una resolución pacífica del conflicto. Entre estos países se encontraban: Albania, Argentina, Canadá, Chile, China, Croacia, España, Estonia, Francia, Georgia, Alemania, Grecia, India, Indonesia, Kazajistán, Letonia, Lituania, México Moldavia, Polonia, Rumania, Rusia, Arabia Saudita, Turquía, Reino Unido, Estados Unidos Uruguay, y la Santa Sede
Los gobiernos de Afganistán, Pakistán y Turquía expresaron su apoyo a Azerbaiyán, culpando a Armenia por supuestamente de violar el alto el fuego. Asimismo Turquía emitió una declaración el 1 de octubre, minimizando las demandas conjuntas de Francia, Rusia y Estados Unidos pidiendo un alto el fuego. Irán ha pedido una resolución pacífica, en consonancia con la integridad territorial de Azerbaiyán. El miembro bosníaco de la Presidencia de Bosnia y Herzegovina Šefik Džaferović, y el líder del Partido de Acción Democrática Bakir Izetbegović, expresaron su apoyo a Azerbaiyán y compararon la situación con la guerra de Bosnia de 1992-1995. Aunque Hungría declaró que apoyaba la reducción de las tensiones, ha respaldado la integridad territorial de Azerbaiyán, declarando que «El Alto Karabaj, de mayoría armenia, se encuentra dentro de las fronteras de Azerbaiyán». La posición de Ucrania es similar, declaró que no proporcionaría asistencia militar a ninguno de los estados y que quería evitar un conflicto étnico entre sus propias comunidades armenias y azerbaiyanas. La República Turca del Norte de Chipre (reconocida únicamente por Turquía) expresó su apoyo a Azerbaiyán.
Chipre condenó a Azerbaiyán por violar el alto el fuego y por intensificar las acciones de las partes involucradas o de terceros, pidiendo que se reanuden las negociaciones pacíficas. La República de Transnistria (reconocida por Abjasia y Osetia del Sur), Abjasia y Osetia del Sur (estas dos reconocidas por Rusia, Venezuela y Nicaragua), reconocieron la independencia de la República de Artsaj, expresando su deseo de una resolución del conflicto y su simpatía por el «fraternal pueblo de Artsaj». Abjasia instó a la comunidad internacional a prevenir la agresión contra Artsaj y expresó su esperanza de que el conflicto termine; mientras que Osetia del Sur pidió a la comunidad internacional que detuviera el conflicto y denunció a Azerbaiyán por iniciar «crímenes contra la humanidad» en contra de la «fraternal Artsaj».
El embajador de Armenia en Estados Unidos Varuzhan Nersesián, invitó a Estados Unidos a intervenir en el conflicto, al igual que su homólogo azerbaiyano Elin Suleymanov.

### Diásporas en el exterior

#### Diáspora armenia
El 1 de octubre, la diáspora armenia de Osetia del Sur condenó las acciones de Azerbaiyán, la cual atacó las ciudades de Artsaj con el apoyo de Turquía. Hicieron referencia a los armenios que habían ayudado a Osetia del Sur durante la Guerra ruso-georgiana, en la que participó, y afirmaron que la independencia de Artsaj debería ser reconocida. El 2 de octubre, la diáspora armenia en Georgia, más precisamente la de Yavajetia, expresó su preocupación por el conflicto y su intención de enviar ayuda a Armenia y Artsaj.
La líder de la diáspora armenia en Croacia Katarina Oganesjan pidió apoyo contra lo que describió como un genocidio contra los armenios.

#### Diáspora azerbayana
El 2 de octubre estallaron varias protestas en algunas ciudades iraníes, incluidas la capital Teherán y en Tabriz, en apoyo de Azerbaiyán. Los manifestantes iraníes azerbaiyanos corearon consignas en azerbaiyano, incluido «Karabaj es nuestro. Seguirá siendo nuestro». El mismo día, alrededor de 50 representantes azerbaiyanos de la comunidad de 5000 miembros en Moldavia expresaron su apoyo a Azerbaiyán en la capital, Chisináu.
El 1 de octubre los azerbaiyanos en Georgia indicaron su disposición a luchar por Azerbaiyán y su confianza en que Azerbaiyán retomaría el Alto Karabaj.